# 6月21日
6月21日（ろくがつにじゅういちにち）は、グレゴリオ暦で年始から172日目（閏年では173日目）にあたり、年末まであと193日ある。

## できごと

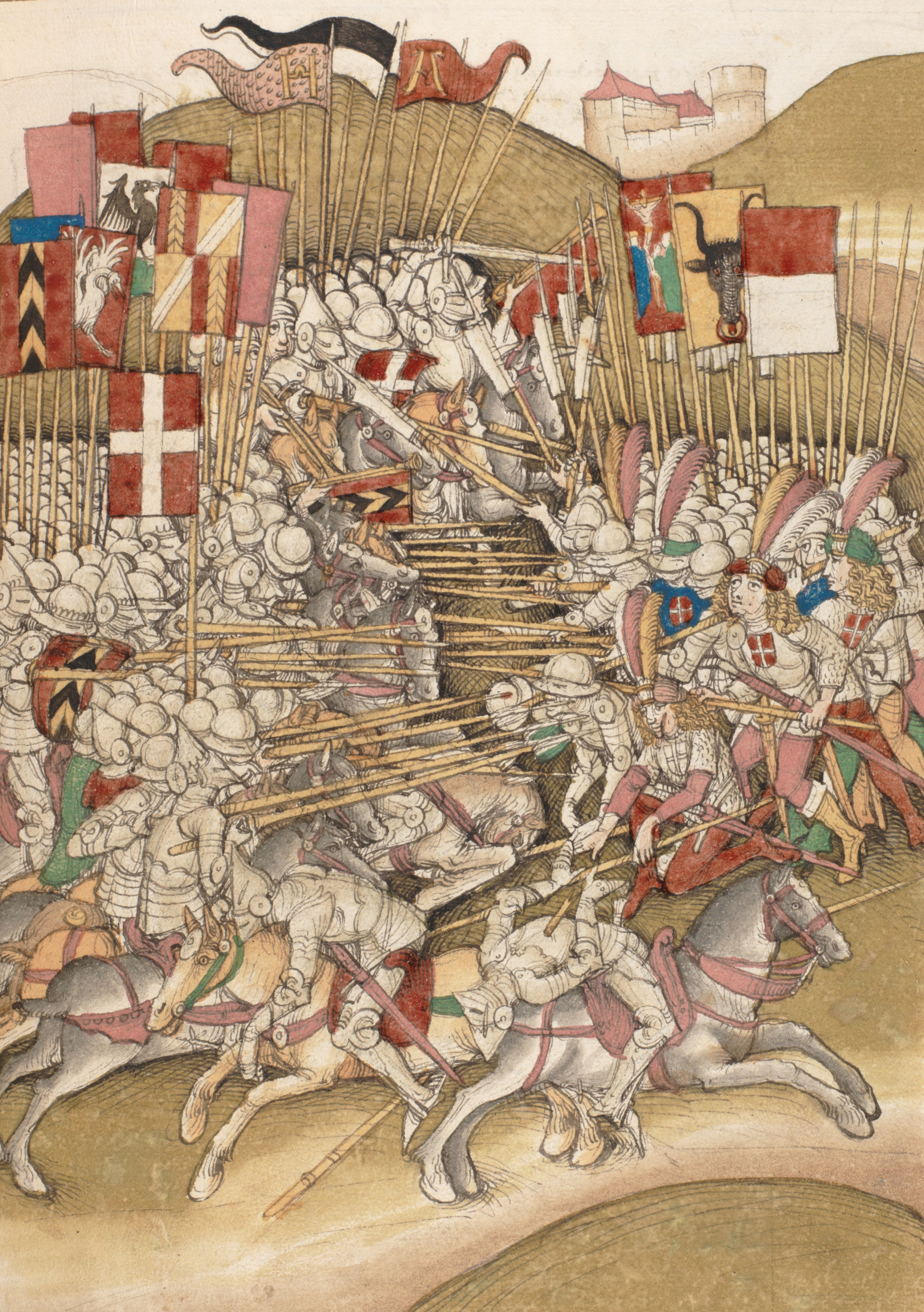
ラウペンの戦い(1339)

シャクシャインの戦い(1669)

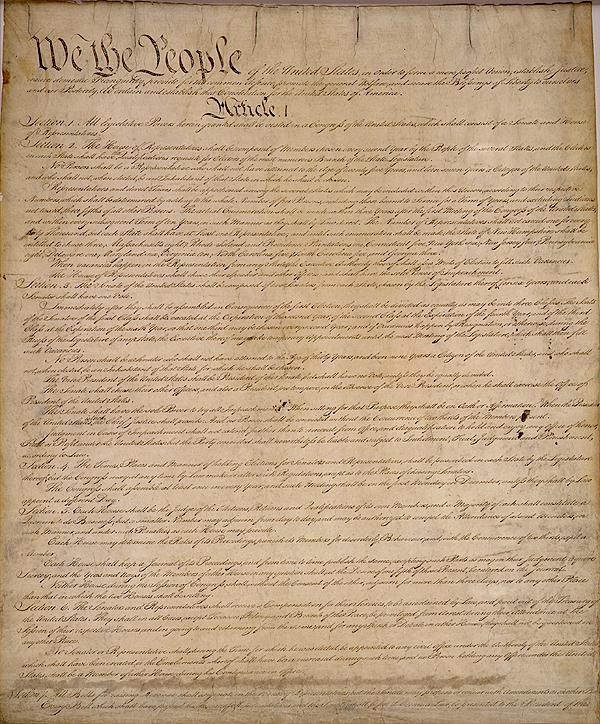
アメリカ合衆国憲法が成立(1788)。画像は原本

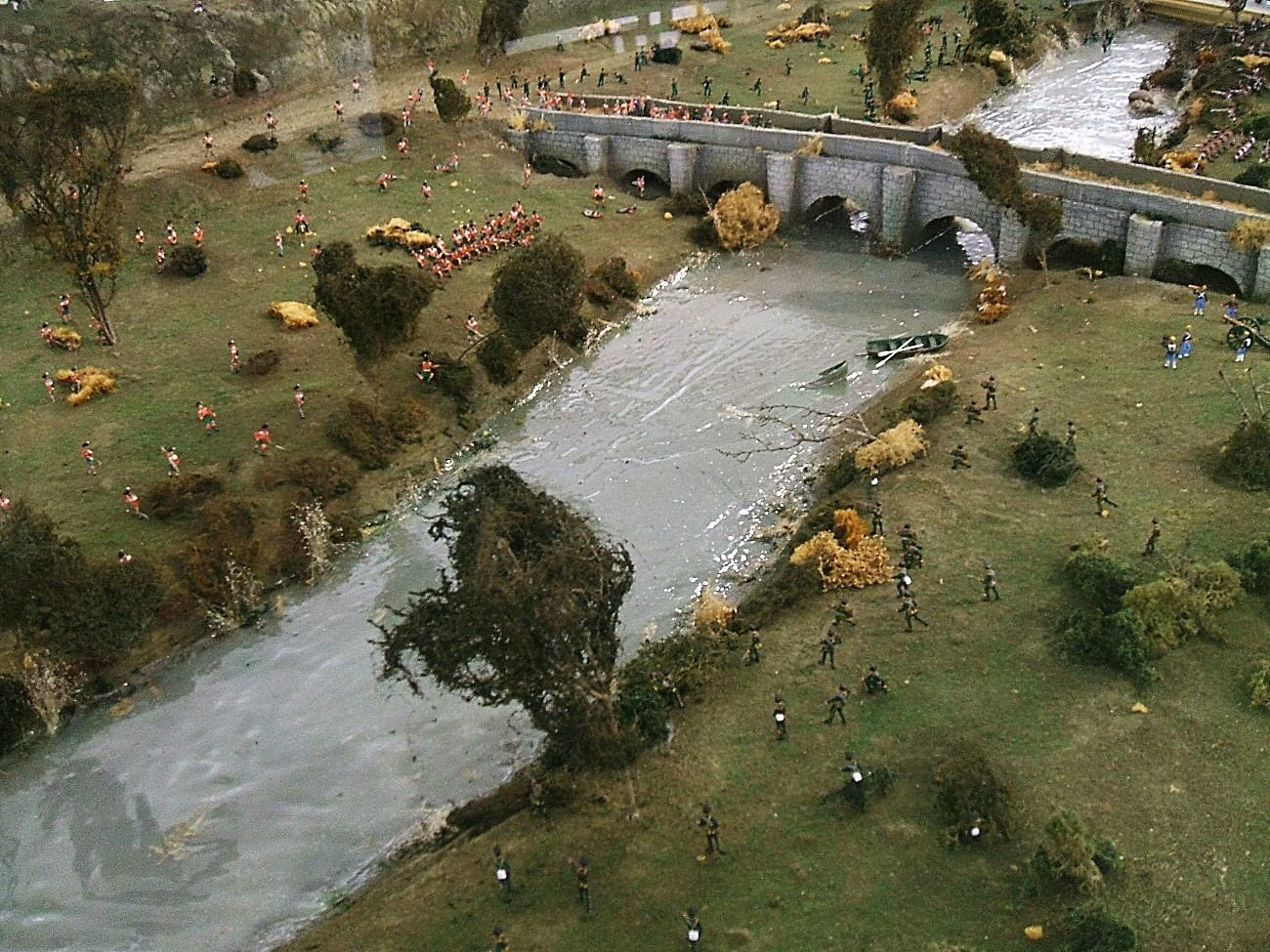
スペイン独立戦争、ビトリアの戦い(1813)

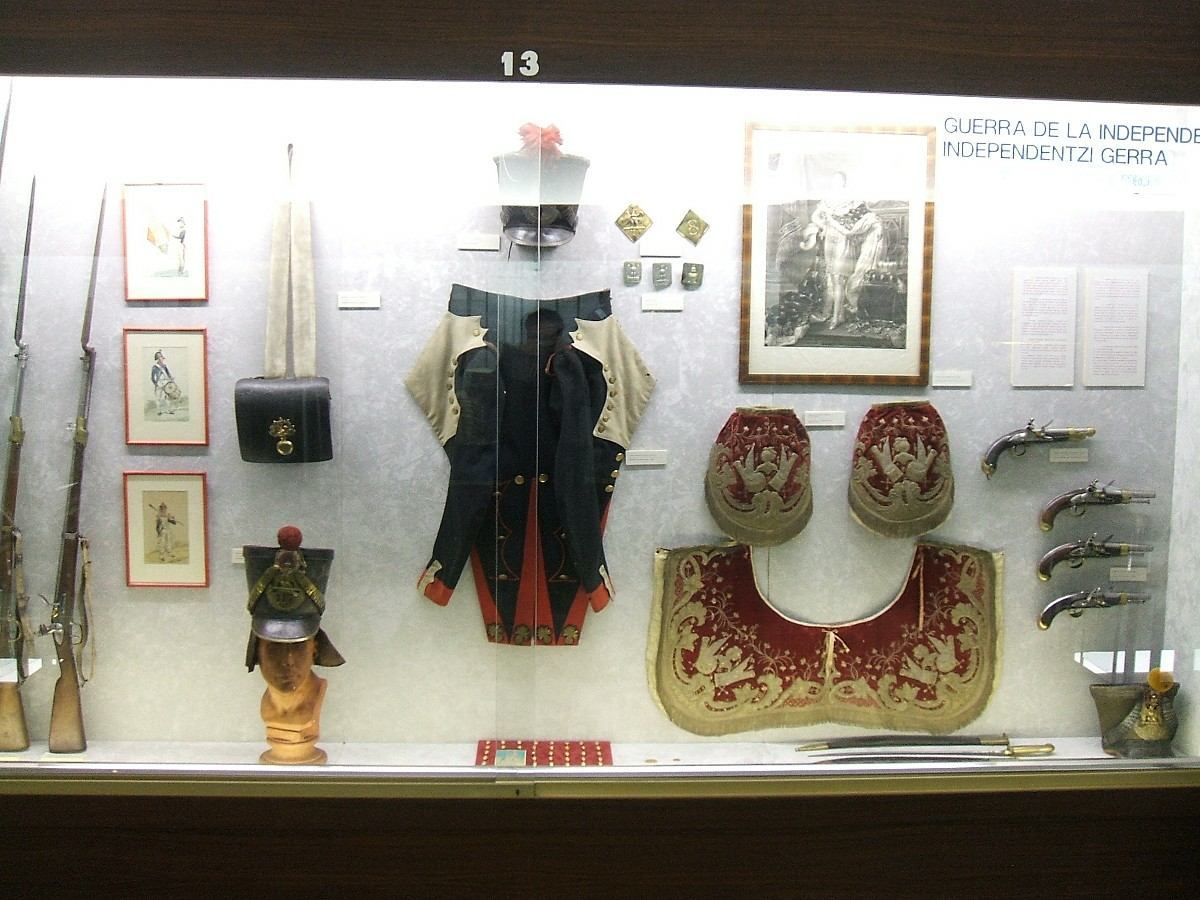
半島戦争、ビトリアの戦い(1813)。画像は連合軍側の戦利品の展示

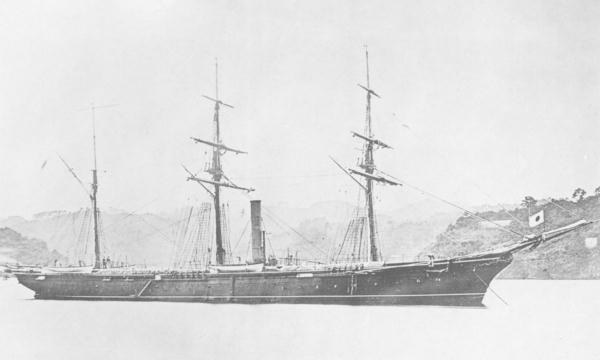
清輝竣工(1876)

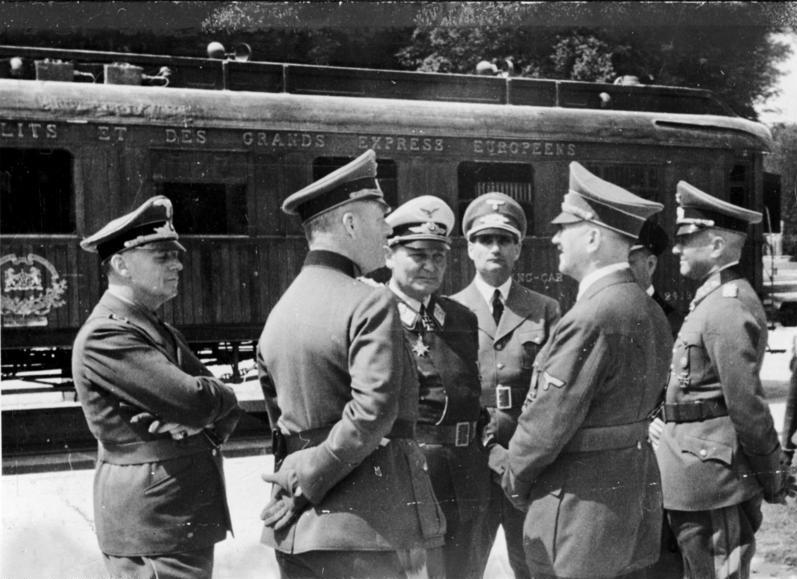
フランス代表との降伏調印式に出席したヒトラー(1940)

- 1339年 - ラウペンの戦い（英語版）が起こり、都市国家ベルンが貴族に勝利。
- 1467年（応仁元年5月20日） - 応仁の乱：山名持豊（宗全）、畠山義就らが挙兵。
- 1582年（天正10年6月2日） - 本能寺の変[1]。明智光秀が京都の本能寺に滞在中の織田信長を襲撃し、織田信長は自害[2]。
- 1593年（文禄2年5月22日） - 文禄の役：第二次晋州城の戦いが始まる。
- 1669年（寛文9年6月4日） - シャクシャインの戦い：アイヌ民族が一斉蜂起。
- 1685年 - イングランドでモンマスの反乱起こる。
- 1711年 - アン女王戦争: ブラッディクリークの戦いでアベナキ族が勝利。
- 1736年（元文元年5月13日） - 江戸幕府が金銀吹き替え（改鋳）を布告（元文改鋳）。
- 1752年 - ベンジャミン・フランクリンが、ライデン瓶による積乱雲の帯電を証明する実験を行う。
- 1788年 - ニューハンプシャー邦がアメリカ合衆国憲法を批准。所定の9邦の批准により、アメリカ合衆国憲法が発効。
- 1798年 - ヴィネガー・ヒルの戦い（英語版）が起こり、イギリスがアイルランド連合（英語版）に勝利。
- 1807年 - ナポレオン戦争：フランス・ドイツ・プロイセンの3か国間で休戦協定が締結。
- 1813年 - スペイン独立戦争：ビトリアの戦い。
- 1824年 - ギリシャ独立戦争：エジプトがエーゲ海のプサラ島を占領。
- 1826年 - ギリシャ独立戦争：バルガスの戦い（英語版）。
- 1863年 - 南北戦争：アッパービルの戦い。
- 1868年（明治元年5月2日） - 明治政府が大阪府を設置。
- 1870年 - 天津教案: 中国天津で、民衆がフランス領事館や教会を襲撃し、フランス人宣教師、修道女、外国人居民など合わせて21名が殺害された[3]。
- 1876年 - 横須賀造船所で日本初の軍艦「清輝」が竣工。
- 1892年 - 鉄道敷設法公布。
- 1895年 - キール運河が運用開始。
- 1898年 - パリ条約により、グアムがスペインからアメリカに割譲される。1668年から、230年に及ぶスペインの支配に終止符。
- 1900年 - 義和団の乱: 清国が日米英独仏伊墺露の8か国に宣戦布告。
- 1901年 - 元衆議院議長・逓信大臣で東京市会議長の星亨が、伊庭想太郎に刺殺される。
- 1908年 - グレートブリテンで、女性の参政権を認めさせるため、25万人以上の市民がデモ活動を実施。
- 1915年 - 無線電信法公布。
- 1919年 - 第一次世界大戦： スカパ・フローでのドイツ艦隊の自沈。第一次世界大戦における最後の戦死者が出る。
- 1931年 - ドイツの鉄道車両、シーネンツェッペリンが、230km/hを達成。
- 1934年 - 東京地下鉄道・銀座 - 新橋（現在の東京メトロ銀座線）が延伸開業し、東京地下鉄道線が全線開通。
- 1939年 - メジャーリーガーのルー・ゲーリッグが引退。
- 1940年 - 第二次世界大戦: フランスがドイツに降伏。
- 1942年 - 第二次世界大戦: ドイツ軍のロンメル将軍が北アフリカのトブルクでイギリス軍に歴史的勝利を収める。
- 1942年 - 第二次世界大戦・アメリカ本土砲撃: フォート・スティーブンス砲撃。オレゴン州コロンビア川河口近くを航行中の日本の伊号第二五潜水艦から行われた複数発の砲撃がフォート・スティーブンス（英語版）陸軍基地近くに着弾。日本軍による数少ないアメリカ本土攻撃の一つ。
- 1945年 - 第二次世界大戦・沖縄戦: 菊水十号作戦。事実上最後の沖縄本島での日本軍による組織的抵抗。
- 1948年 - ドイツマルクが西ドイツの正式な通貨となる。
- 1948年 - コロムビア・レコードが国共内戦LPレコードをニューヨークのウォルドルフ＝アストリアホテルで発表。
- 1948年 - 世界初のプログラム内蔵式コンピュータManchester Small-Scale Experimental Machine (SSEM) が初稼動。
- 1949年 - 川崎汽船の旅客船「青葉丸」がデラ台風により大分県沖で転覆。死者・行方不明者141人。
- 1951年 - 日本が国際連合教育科学文化機関 (UNESCO) の加盟が承認される。なお、加盟日は同年7月2日[4]。
- 1951年 - 日本の国際労働機関 (ILO) 第34回総会で、日本の再加盟が承認された[5]。
- 1956年 - 各地で降雹。愛知県で27人が負傷、岐阜県で48人が負傷[6]。
- 1957年 - ソ連のスパイ、ルドルフ・アベルがFBIに逮捕される。
- 1957年 - Ellen Faircloughが、カナダで女性として初の大臣に就任。
- 1957年 - 近畿日本鉄道が初の冷房特急の運転開始。
- 1960年 - 西ドイツのアルミン・ハリーが陸上100m走で10秒0を記録。
- 1961年 - 国際オリンピック委員会 (IOC) が、1964年東京オリンピックから柔道（無差別級含む4階級）とバレーボールを正式種目に採用することを決定[7]。
- 1962年 - 産経新聞夕刊で、司馬遼太郎の小説『竜馬がゆく』の連載が始まる[8]。
- 1963年 - パウロ6世が262代ローマ教皇に就任。
- 1964年 - ミシシッピ州公民権活動家殺害事件（英語版）：ミシシッピ州フィラデルフィア近郊で地元警察と白人至上主義者が結託し、公民権活動家3人が殺害される。
- 1968年 - 東京・都営地下鉄1号線（現在の浅草線）、大門駅 - 泉岳寺駅間が開業する。同時に京急本線の泉岳寺駅 - 品川駅間も開業し、京成電鉄も含めた3社相互直通運転を開始。
- 1968年 - 名神高速道路で日産観光サービス所有の日産エコーロングが、共振によるプロペラシャフトの破損から横転。1人死亡・9人が負傷し、欠陥車問題がクローズアップされる切っ掛けの一つとなる。
- 1970年 - ヨット「サナトス号」でメキシコ・エンセナダから日本を目指していた牛島竜介が博多港に到着。前年の博多港からアメリカ・オークランドまでの航海と合わせ、史上初のヨットによる太平洋往復単独横断航海に成功。
- 1982年 - レーガン大統領暗殺未遂事件の犯人、ジョン・ヒンクリーに無罪判決。
- 1985年 - グリーンランドの旗が制定。
- 1988年 - ミャンマーの首都ヤンゴンで、反政府学生数千人によるデモ隊が警官隊と衝突。
- 1990年 - マンジール・ルードバル地震。イランの首都テヘランの約200km北西で、マグニチュード7.4の地震が発生。
- 1993年 - 新党さきがけが結党。
- 1994年 - ニューヨーク外為市場で、円相場が急騰し、1ドル100円台を突破し、99円85銭を記録[9]。
- 1995年 - 東京ディズニーランド・エレクトリカルパレードが終了。
- 1995年 - 羽田発函館行きの全日空機（ANA-857便）がハイジャックされる（全日空857便ハイジャック事件）。
- 1996年 - 名護市女子中学生拉致殺害事件が発生。
- 2000年 - 岡山金属バット母親殺害事件が発生。
- 2000年 - イギリスの同性愛を禁止する法律「セクション28（英語版）」がスコットランドで廃止。
- 2002年 - やまりん事件で逮捕された鈴木宗男に対して衆議院本会議で議員辞職勧告決議が可決。日本国憲法下で衆議院議員への議員辞職勧告決議が初の可決。
- 2004年 - スケールド・コンポジッツ社のスペースシップワンによって、民間企業による有人宇宙飛行としては世界で初めて高度100km（10万メートル）を達成。
- 2006年 - 2005年に新たに発見された冥王星の2つの衛星が、「ニクス」「ヒドラ」と名付けられたと、国際天文学連合が発表[10]。
- 2008年 - フィリピンで大型フェリー「プリンセス・オブ・ザ・スターズ」が沈没。死者800人以上[11]。
- 2018年 - 英国ロンドンで、日本の対外発信拠点となるジャパン・ハウスが開館。2017年4月のサンパウロ、同年12月のロサンゼルスに続く3都市目[12]。
- 2019年 - 米国NBAのドラフト会議で、八村塁が日本人初のドラフト1巡目、全体9位でウィザーズから指名される[13]。
- 2019年 - 中国で、2001年に日本で公開されたアニメーション映画「千と千尋の神隠し」の初上映が始まる[14]。
- 2022年 - 韓国が、自国で開発したロケット「ヌリ」を羅老（ナロ）宇宙センターから打ち上げ、性能確認用の衛星の軌道投入に成功。これにより韓国は、1トン以上の衛星の軌道投入に成功した世界で7番目の国になった[15]。

## 誕生日

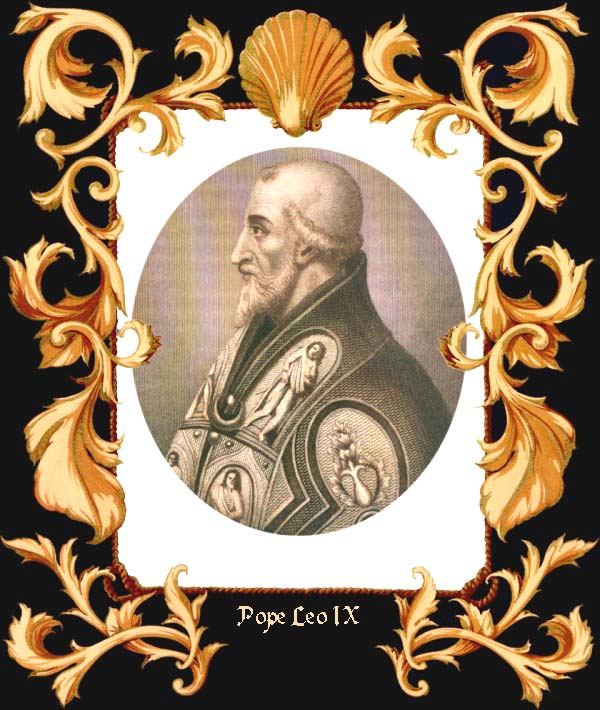
第152代ローマ教皇レオ9世(1002-1054)誕生。教会改革に尽力。東西教会の分裂を解決しようとした。

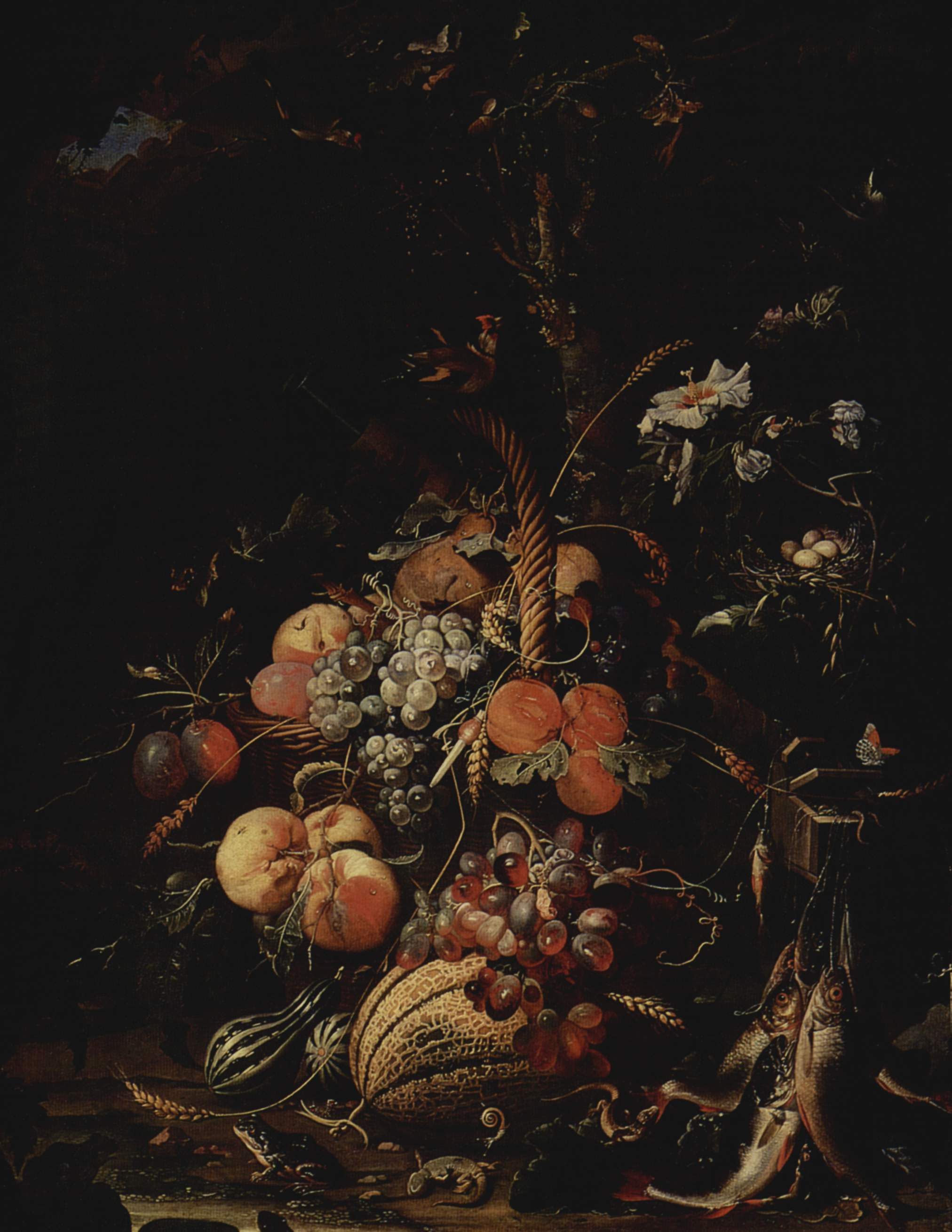
画家アブラハム・ミグノン(1640-1679)誕生。画像は『静物』

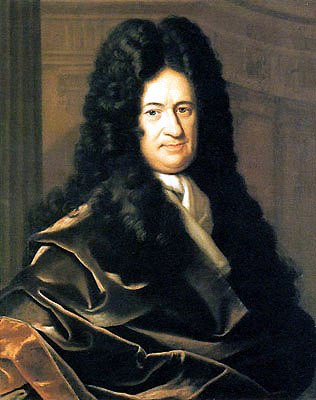
哲学者ゴットフリート・ライプニッツ(1646-1716)誕生。モナド論、微積分法、微積分記号の考案など数多くの功績を残した。

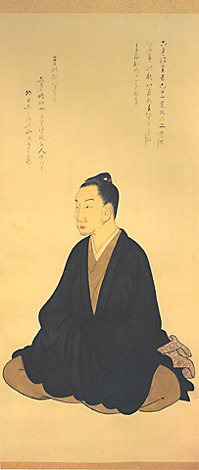
「本居宣長六十一歳自画自賛像」 寛政2年（1790年）8月
賛文「これは宣長六十一寛政の二とせといふ年の秋八月に手づからうつしたるおのかかたなり、筆のついてに、しき嶋のやまとこころをひととはは朝日ににほふ山さくら花」

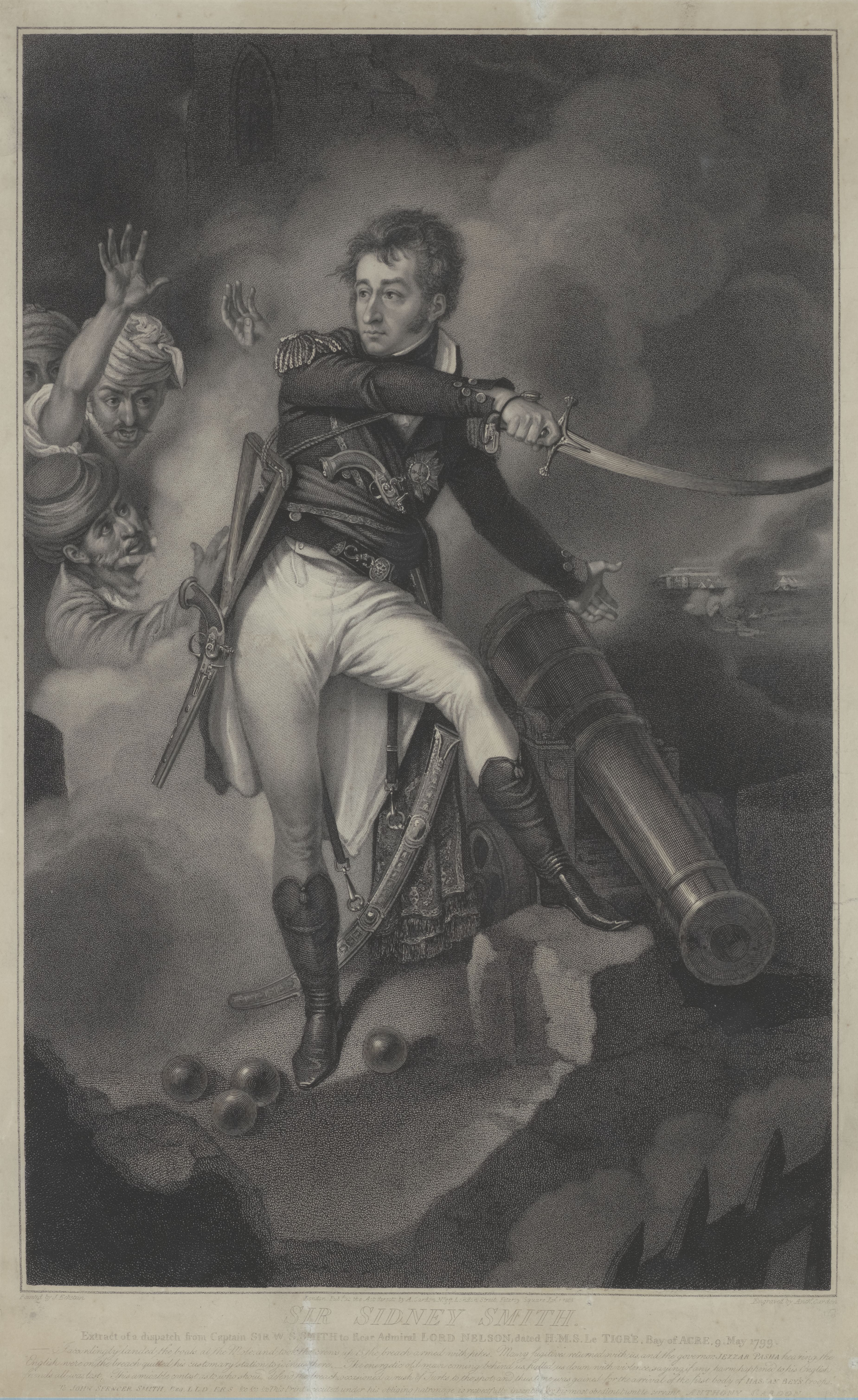
イギリスの提督、シドニー・スミス(1764-1840)誕生。

数学者シメオン・ドニ・ポアソン(1781-1840)誕生。ポアソン分布・ポアソン方程式などを考案。

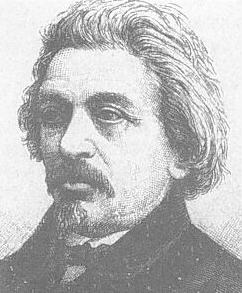
哲学者モーゼス・ヘス(1812-1875)誕生。社会主義者でもありシオニズムの創始者。

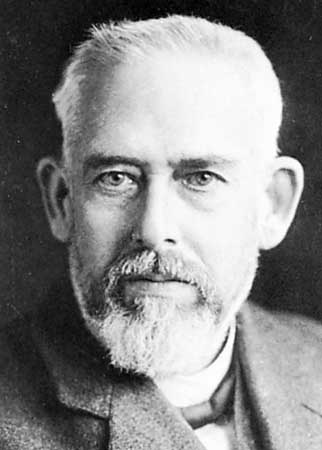
天文学者マックス・ヴォルフ(1863-1932)誕生。天体写真を用いて248個の小惑星を発見した。

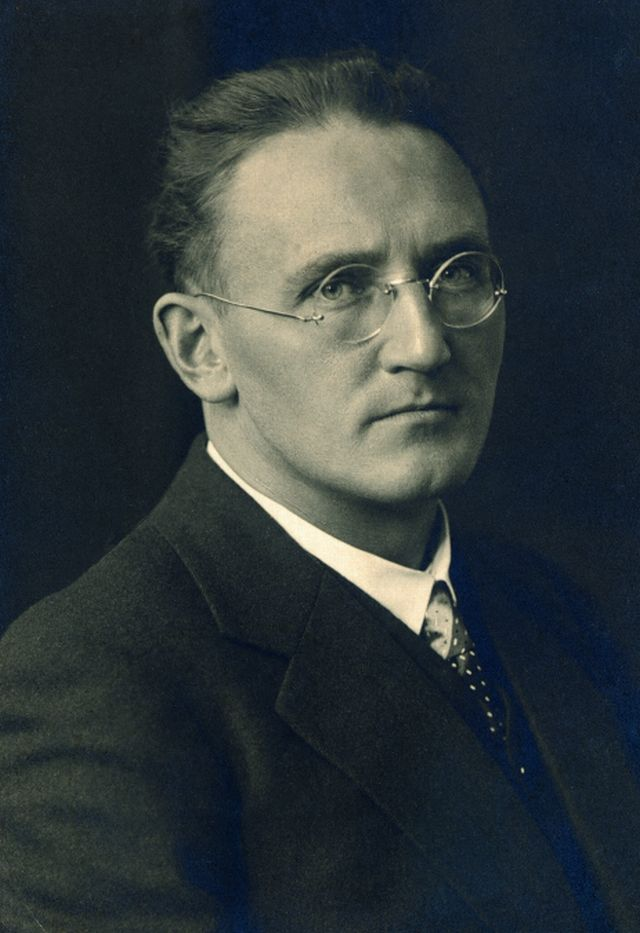
指揮者ヘルマン・シェルヘン(1891-1966)誕生。現代音楽の推進者として知られた。

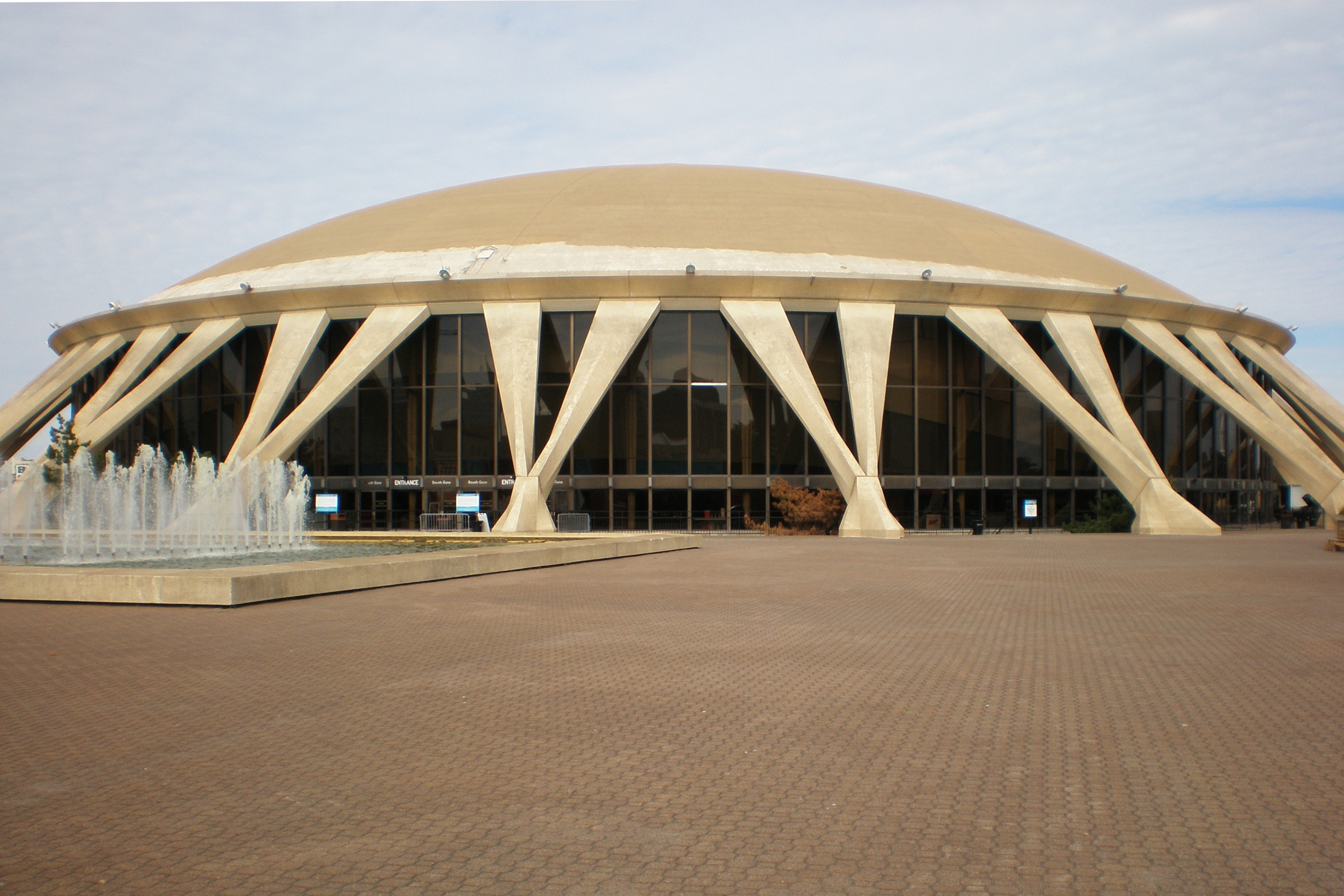
建築家ピエール・ルイージ・ネルヴィ(1891-1979)誕生。画像は『ノーフォーク・スコープ』(1971)

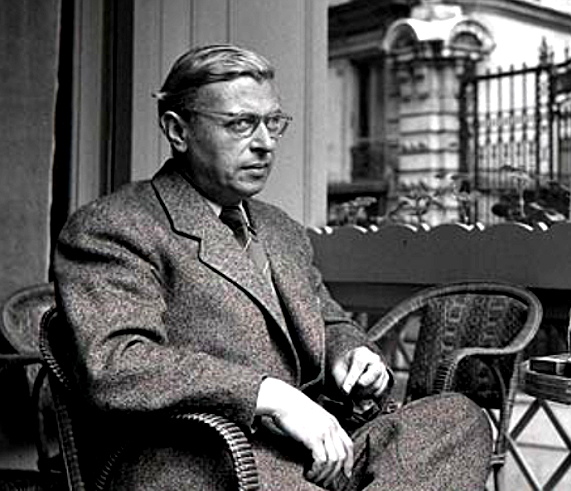
実存主義哲学者ジャン＝ポール・サルトル(1905-1980)誕生。

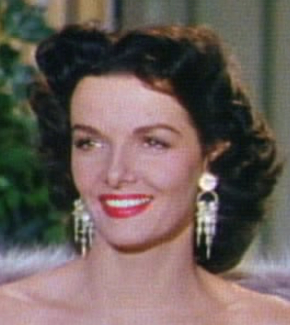
女優ジェーン・ラッセル(1921-2011)誕生。

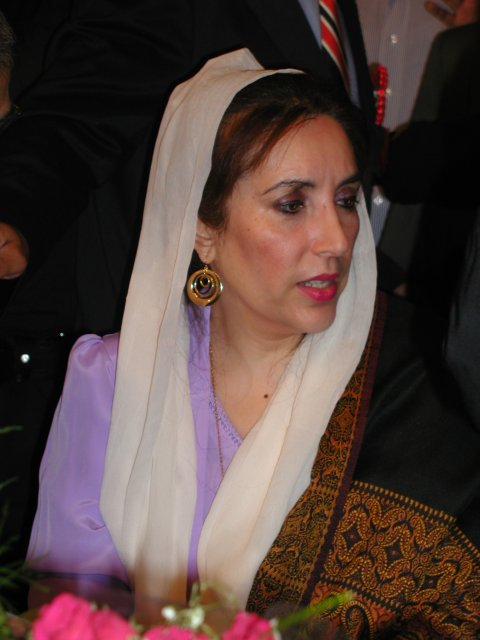
政治家ベーナズィール・ブットー(1953-2007)誕生。パキスタンの元首相。イスラム諸国家で初の女性首相であったが、暗殺された。

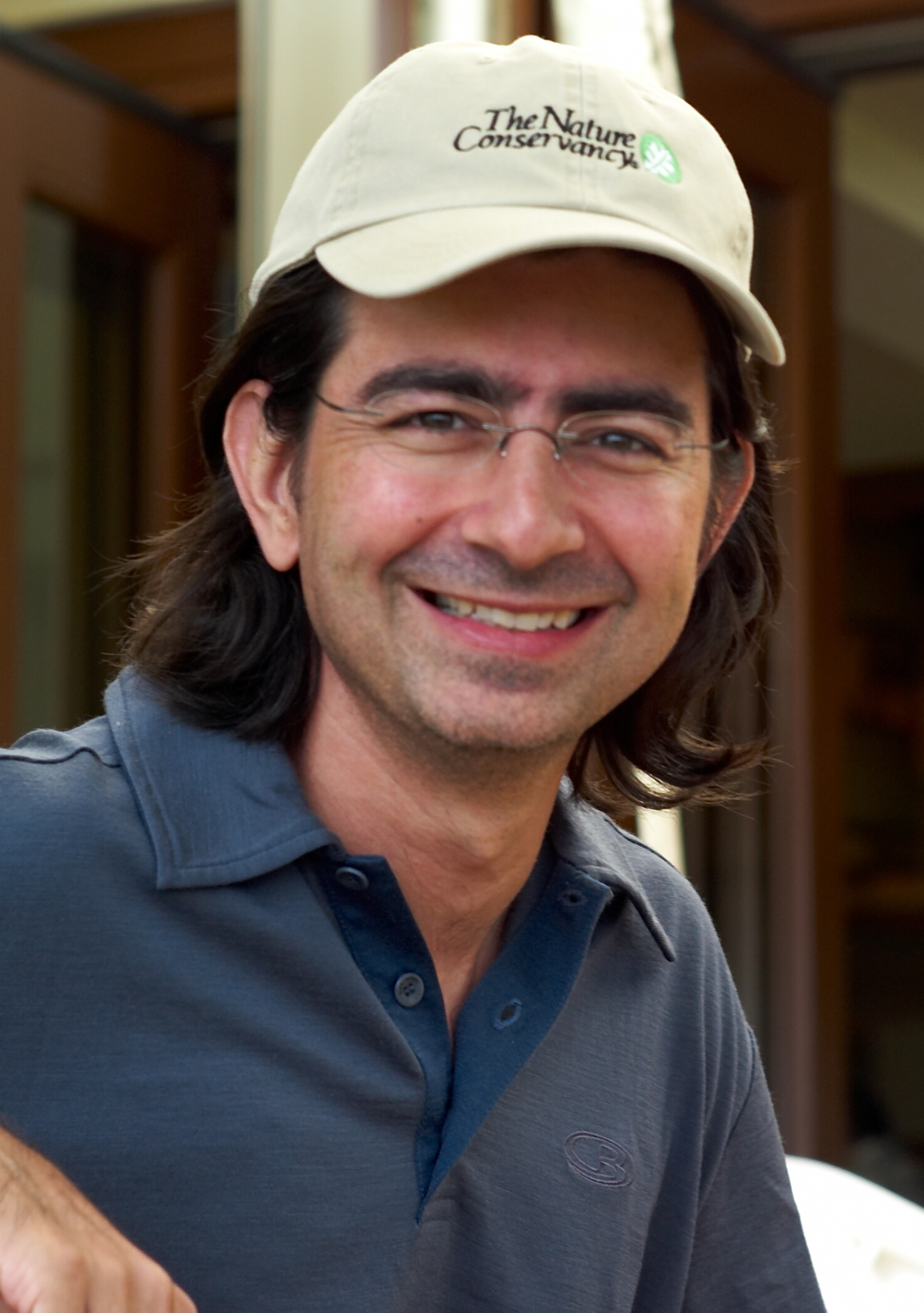
世界最大のインターネットオークション『eBay』の創設者ピエール・オミダイア(1967-)誕生。

- 1002年 - レオ9世、第152代ローマ教皇（+ 1054年）
- 1007年 - 欧陽脩、政治家、詩人（+ 1072年）
- 1226年 - ボレスワフ5世、ポーランド大公（+ 1279年）
- 1528年 - マリア・デ・アブスブルゴ、神聖ローマ皇帝の皇后（+ 1603年）
- 1639年 - インクリース・マザー（英語版）、政治家（+ 1723年）
- 1640年 - アブラハム・ミグノン、画家（+ 1679年）
- 1646年 - マリー・フランソワーズ・ド・ヌムール、ポルトガルの王妃（+ 1683年）
- 1676年 - アンソニー・コリンズ（英語版）、哲学者（+ 1729年）
- 1710年 - ジェームズ・ショート、望遠鏡製作者、天文学者（+ 1768年）
- 1730年（享保15年5月7日） - 本居宣長、国学者（+ 1801年）
- 1732年 - ヨハン・クリストフ・フリードリヒ・バッハ、作曲家（+ 1795年）
- 1736年 - イーノック・プーア（英語版）、アメリカ陸軍の司令官（+ 1780年）
- 1741年 - ベネデッド王子（英語版）、イタリアの司令官（+ 1808年）
- 1759年 - アレクサンダー・ダラス、アメリカ合衆国財務長官（+ 1817年）
- 1763年 - ピアー・ポール（英語版）、哲学者（+ 1845年）
- 1764年 - シドニー・スミス、軍人（+ 1840年）
- 1774年 - ダニエル・トンプキンス、第5代ニューヨーク州知事、第6代アメリカ合衆国副大統領（+ 1825年）
- 1781年 - シメオン・ドニ・ポアソン、数学者、物理学者（+ 1840年）
- 1786年 - チャールズ・エドワード・ホーン、作曲家（+ 1849年）
- 1788年 - アウグステ・フォン・バイエルン、フランスの皇族（+ 1851年）
- 1791年 - ロバート・ネイピア（英語版）、技術者（+ 1876年)
- 1792年 - フェルディナンド・クリスチャン・バウアー、神学者（+ 1860年）
- 1805年 - チャールズ・トーマス・ジャクソン（英語版）、博学者（+ 1880年）
- 1811年 - カルロ・マテウッチ、物理学者（+ 1868年）
- 1812年 - モーゼス・ヘス、哲学者、社会主義者（+ 1875年）
- 1825年 - ウィリアム・スタブス（英語版）、歴史家（+ 1901年）
- 1832年（天保3年5月23日） - 寺島宗則、外交官（+ 1893年）
- 1839年 - マシャード・デ・アシス、小説家（+ 1908年）
- 1850年 - ダニエル・カーター・ベアード（英語版）、アメリカボーイスカウトの創設者（+ 1941年）
- 1850年 - エンリコ・チェケッティ、バレエダンサー、教育者（+ 1928年）
- 1850年（嘉永3年5月12日） - 柴田承桂、薬学者（+ 1910年）
- 1859年 - ヘンリー・オッサワ・タナー、画家（+ 1937年）
- 1862年 - ダムロンラーチャーヌパープ、政治家（+ 1943年）
- 1863年 - マックス・ヴォルフ、天文学者（+ 1932年）
- 1864年 - ハインリヒ・ヴェルフリン、美術史家（+ 1945年）
- 1868年 - エドウィン・スティーブン・グッドリッチ（英語版）、動物学者（+ 1946年）
- 1876年 - ウィレム・ヘンドリック・ケーソン、物理学者（+ 1956年）
- 1880年 - アーノルド・ゲゼル、心理学者（+ 1961年）
- 1882年 - リュイス・クンパニィス、政治家（+ 1940年）
- 1882年 - ロックウェル・ケント、画家（+ 1971年）
- 1883年 - フョードル・グラトコフ、作家（+ 1958年）
- 1884年 - 大妻コタカ、教育者（+ 1970年）
- 1887年 - ノーマン・ボウエン、岩石学者（+ 1956年）
- 1889年 - ラルフ・クレイグ、陸上選手（+ 1972年）
- 1891年 - 野田哲造、銀行家、元住友銀行社長（+ 1992年）
- 1891年 - ピエール・ルイージ・ネルヴィ、建築家、構造家（+ 1979年）
- 1891年 - ヘルマン・シェルヘン、指揮者、作曲家（+ 1966年）
- 1892年 - ラインホルド・ニーバー、神学者、政治学者（+ 1971年）
- 1893年 - 村岡花子、翻訳家、児童文学者（+ 1968年）
- 1896年 - チャールズ・モンセン（英語版）、アメリカ海軍の中将（+ 1967年）
- 1898年 - 渋沢信雄、実業家（+ 1967年）
- 1901年 - 内海清、政治家（+ 1977年）
- 1903年 - ルイス・クラスナー、ヴァイオリニスト（+ 1995年）
- 1903年 - アルフ・シェーベルイ、映画監督（+ 1980年）
- 1904年 - 中山善三郎、ジャーナリスト、劇作家（+ 1974年）
- 1905年 - 小川佐助、騎手、調教師（+ 1987年）
- 1905年 - ジャン＝ポール・サルトル、哲学者（+ 1980年）
- 1908年 - 島秀之助、元プロ野球選手、プロ野球審判員（+ 1995年）
- 1908年 - 尹奉吉、独立活動家（+ 1932年）
- 1908年 - ウィリアム・フランケナ（英語版）、倫理学者（+ 1994年）
- 1909年 - 大杉久雄、編集者（+ 1995年）
- 1909年 - クルト・シュヴァーエン、作曲家（+ 2007年）
- 1912年 - メアリー・マッカーシー、作家（+ 1989年）
- 1912年 - 水野忠夫、実業家、元三井製糖社長（+ 1976年）
- 1914年 - ウィリアム・ヴィックリー、経済学者（+ 1996年）
- 1916年 - ハーバート・フリードマン、物理学者（+ 2000年）
- 1920年 - 楠安夫、元プロ野球選手（+ 2000年）
- 1921年 - ジェーン・ラッセル、女優（+ 2011年）
- 1921年 - ジュディ・ホリデイ、女優（+ 1965年）
- 1924年 - ジャン・ラプランシュ、精神分析医（+ 2012年）
- 1925年 - ジョヴァンニ・スパドリーニ、政治家（+ 1994年）
- 1925年 - モーリン・ステイプルトン、女優（+ 2006年）
- 1926年 - 相沢忠洋、考古学者（+ 1989年）
- 1926年 - コンラッド・L・ホール、撮影監督（+ 2003年）
- 1927年 - カール・バートン（英語版）、政治家（+ 1996年）
- 1930年 - 下山一二三、作曲家（+ 2023年）
- 1931年 - 井田恵子、弁護士（+ 1993年）
- 1932年 - ラロ・シフリン、作曲家（+ 2025年）
- 1932年 - 中西章一、エッセイスト、ラジオパーソナリティ（+ 2005年）
- 1935年 - フランソワーズ・サガン、小説家（+ 2004年）
- 1936年 - 市川治、声優（+ 2009年）
- 1937年 - 近藤三明、元プロ野球選手
- 1938年 - 関口篤、俳優、声優
- 1938年 - 芝野忠男、元プロ野球選手
- 1938年 - ジョン・ダワー、歴史学者
- 1938年 - 下谷二三子、民謡歌手、演歌歌手（+ 2023年）
- 1939年 - 中山尚三、実業家
- 1940年 - マイケル・ルース、科学哲学者（+ 2024年）
- 1940年 - 緒方勝、元プロ野球選手
- 1940年 - 重松森雄、元陸上競技選手
- 1941年 - 長山藍子、女優
- 1941年 - 荻野一雄、元プロ野球選手
- 1942年 - 江橋崇、憲法学者、法政大学名誉教授
- 1942年 - トーゴー・D・ウェスト・ジュニア、軍人、政治家（+ 2018年）
- 1942年 - 青地清二、スキージャンプ選手（+ 2008年）
- 1944年 - 堀晃、SF作家
- 1944年 - レイ・デイヴィス、ミュージシャン（キンクス）
- 1946年 - 芝池博明、元プロ野球選手
- 1946年 - 橋本孝志、元プロ野球選手
- 1946年 - 鈴木ヒロミツ、歌手、俳優、タレント（+ 2007年）
- 1947年 - 秋元順子、歌手
- 1947年 - マイケル・グロス、俳優
- 1947年 - シーリーン・エバーディー、弁護士、人権活動家
- 1947年 - 落合勤一、プロ野球選手（+ 2011年）
- 1948年 - 都倉俊一、作曲家
- 1948年 - イアン・マキューアン、小説家
- 1948年 - ティモシー・ウッド、フィギュアスケート選手
- 1948年 - ライオネル・ローズ、プロボクサー（+ 2011年）
- 1949年 - 牧れい、女優、歌手
- 1950年 - 須藤典明、裁判官、弁護士
- 1950年 - ジョーイ・クレイマー、ドラマー（エアロスミス）
- 1950年 - ジェラール・ランヴァン、俳優
- 1951年 - 市地洋子、女優
- 1951年 - 住田裕子、弁護士
- 1952年 - 真下耕一、アニメ監督
- 1953年 - ベーナズィール・ブットー、政治家、パキスタン首相（+ 2007年）
- 1953年 - ガボール・ゲルゲリー、卓球選手
- 1953年 - 奥田直也、元プロ野球選手
- 1955年 - 長谷川初範、俳優
- 1955年 - 大木ひびき、漫才師（大木こだま・ひびき）
- 1955年 - 鈴木善久、実業家
- 1955年 - ミシェル・プラティニ、サッカー選手
- 1955年 - イワン・プロホロフ、外交官
- 1955年 - 山本寿宣、実業家、東ソー代表取締役社長（+ 2024年）
- 1958年 - ゲンナジー・パダルカ、軍人、宇宙飛行士
- 1959年 - 竹内千尋、政治家、元三重県志摩市長
- 1959年 - トム・チェンバース、バスケットボール選手
- 1961年 - 本間大輔、バスケットボール指導者
- 1961年 - マヌ・チャオ、歌手、政治活動家
- 1961年 - ジョコ・ウィドド、政治家、第7代インドネシア大統領
- 1961年 - ジョン・ムウェテ・ムルアカ、タレント（+ 2023年）
- 1962年 - ピピロッティ・リスト、ビデオ・アーティスト
- 1962年 - 小倉茂徳、元ホンダF1広報、モータースポーツ解説者、ジャーナリスト (+ 2025年)
- 1963年 - 青山剛昌、漫画家
- 1963年 - 羽原信義、アニメ監督
- 1963年 - 長谷部徹、ドラマー（元T-SQUARE）
- 1963年 - ダリオ・マリアネッリ、作曲家
- 1964年 - 福津京子、ラジオパーソナリティ
- 1964年 - 片岡K、テレビ演出家、映画監督、脚本家
- 1964年 - 石井浩郎、元プロ野球選手
- 1964年 - 畝龍実、元プロ野球選手
- 1964年 - 大熊清、元サッカー選手、指導者
- 1964年 - デビッド・モリシー、俳優
- 1964年 - ダグ・サヴァント、俳優
- 1965年 - 松本伊代、タレント
- 1965年 - 山岡均、天文学者
- 1965年 - 安達俊也、元プロ野球選手
- 1965年 - ラナ・ウォシャウスキー、映画監督（ウォシャウスキー姉妹）
- 1965年 - 楊利偉、軍人、宇宙飛行士
- 1966年 - 神田勝夫、元サッカー選手
- 1966年 - 吉田伸、脚本家
- 1967年 - 原口一也、編集者、ライター
- 1967年 - デリック・コールマン、バスケットボール選手
- 1967年 - ピエール・オミダイア、実業家、eBay創業者
- 1969年 - 富豪富豪夢路、プロレスラー、タレント、俳優
- 1969年 - ガブリエラ・パルッツィ、クロスカントリースキー選手
- 1969年 - コーリー・ポール、元プロ野球選手
- 1970年 - 星野千寿子、声優
- 1970年 - 酒井忠晴、元プロ野球選手
- 1970年 - ピート・ロック、ラッパー、音楽プロデューサー
- 1971年 - アネット・オルゾン、歌手
- 1972年 - 朝原宣治、陸上選手
- 1973年 - 大迫淳英、ヴァイオリニスト
- 1973年 - 宮部和裕、アナウンサー
- 1973年 - 山田海蜂、元体操選手
- 1973年 - ジュリエット・ルイス、女優
- 1974年 - 久藤清一、元サッカー選手
- 1975年 - 関暁夫、作家、元お笑い芸人（元ハローバイバイ）
- 1976年 - サンキュータツオ、お笑い芸人（米粒写経）
- 1976年 - 三國直行、実業家
- 1976年 - 朝岡隆蔵、元サッカー選手、指導者
- 1976年 - 森和代、元バレーボール選手
- 1977年 - 平良千春、女優
- 1977年 - 武藤裕代、元プロレスラー
- 1977年 - マイケル・ゴメス、プロボクサー
- 1978年 - 後藤ゆうた、漫画家
- 1978年 - アンソニー・タウンズ、 コンピュータープログラマー
- 1979年 - 笛木優子、女優
- 1979年 - 豪風旭、元大相撲力士、年寄22代押尾川
- 1979年 - クリス・プラット、俳優
- 1979年 - コスタス・カツラニス、サッカー選手
- 1980年 - 笠木新、サッカー指導者、元サッカー選手
- 1980年 - リチャード・ジェファーソン、バスケットボール選手
- 1980年 - センディ・レーアル、プロ野球選手
- 1981年 - ブランドン・フラワーズ、ミュージシャン（ザ・キラーズ）
- 1981年 - ギャレット・ジョーンズ、元プロ野球選手
- 1982年 - プリンス・オブ・ウェールズ・ウィリアム、イギリス皇太子
- 1982年 - 染田賢作、元プロ野球選手
- 1982年 - 李大浩、元プロ野球選手
- 1982年 - ロマン・アダモフ、サッカー選手
- 1982年 - 土居愛実、ミュージカル俳優
- 1982年 - 渡辺淳、俳優、アクション監督
- 1983年 - DJカツノリ、ラジオDJ、司会者
- 1983年 - 宮崎瑠依、女優、タレント
- 1983年 - ユリーカ、企業家、タレント
- 1984年 - 鈴木まりこ、女優
- 1985年 - マリナ・アガニナ、フィギュアスケート選手
- 1985年 - クリス・アレン、歌手
- 1985年 - 荒木治丞、元野球選手
- 1985年 - 千葉和彦、サッカー選手
- 1985年 - ラナ・デル・レイ、歌手
- 1985年 - 奈良岡希実子、気象予報士
- 1986年 - 松本寛也、俳優
- 1986年 - センス爆発女、お笑い芸人
- 1986年 - 涌井秀章、プロ野球選手
- 1986年 - ロックニ・ブルーベイカー、フィギュアスケート選手
- 1987年 - 佐々木しほ、女優
- 1987年 - 草場有輝、ミュージカル俳優、元バレエダンサー
- 1987年 - 手嶌葵、歌手
- 1987年 - 田中靖洋、元プロ野球選手
- 1987年 - リョウク、アイドル（SUPER JUNIOR）
- 1987年 - セバスティアン・プリョードル、サッカー選手
- 1989年 - 江里夏、声優
- 1989年 - 引地敬澄、ファッションモデル
- 1989年 - 千佐真里奈、シンガーソングライター
- 1989年 - 須崎恭平、元サッカー選手
- 1989年 - アブベイカー・カキ・カーミス、陸上選手（+ 2025年）
- 1990年 - 鈴木かすみ、女優
- 1990年 - 伊東拓馬、キックボクサー
- 1990年 - 福地元春、プロ野球選手
- 1990年 - 宇佐美えりな、元タレント
- 1990年 - サンドラ・ペルコビッチ、陸上競技選手
- 1990年 - ホーヴァル・ノルトヴェイト、サッカー選手
- 1991年 - 田中彪、歌手、俳優
- 1991年 - おかゆ、流し、歌手、シンガーソングライター
- 1991年 - 伊藤沙月、プロボクサー
- 1991年 - 庄司隼人、元プロ野球選手
- 1991年 - ジェフリー・マルテ、プロ野球選手
- 1991年 - ガエル・カクタ、サッカー選手
- 1991年 - 王月人、フィギュアスケート選手
- 1992年 - 岡本あずさ、モデル、女優
- 1992年 - ムラムラタムラ、お笑い芸人
- 1993年 - 高城れに、アイドル（ももいろクローバーZ）
- 1993年 - 戸田雅稀、陸上選手
- 1993年 - 梵礼、元アイドル（元フルーティー）
- 1993年 - 北川倫太郎、元プロ野球選手
- 1994年 - 向井康二、アイドル （Snow Man）
- 1994年 - 岡本誠司、ヴァイオリニスト
- 1994年 - 岡井千聖、元歌手、元タレント（元℃-ute）
- 1995年 - 馬場ふみか、ファッションモデル、女優
- 1995年 - 阿久津愼太郎、元俳優
- 1996年 - 村上結梨、ファッションモデル、タレント、女優
- 1996年 - ツリメ、YouTuber（ アバンティーズ）
- 1996年 - 淺間大基、プロ野球選手
- 1996年 - 榎本大輝、サッカー選手
- 1996年 - 鈴木陽斗実、声優（+ 2022年）
- 1997年 - 志土地真優、レスリング選手、2020年東京五輪金メダリスト
- 1997年 - 高橋樹也、元プロ野球選手
- 1997年 - レベッカ・ブラック、ポップ歌手
- 1997年 - フェルディナント・ズヴォニミル・ハプスブルク＝ロートリンゲン、レースドライバー
- 1998年 - 河野ひより、声優
- 1998年 - 千葉思佳、アイドル
- 1998年 - 仲村七海、元アイドル（元e-Street TOKYO）
- 1999年 - 西垣雅矢、プロ野球選手
- 2000年 - 箭内夢菜、モデル、女優
- 2000年 - MEW、アイドル（ミームトーキョー、ヒルネ逃避行、元BiS）
- 2001年 - エブラヒミ椎菜、タレント
- 2001年 - 橋本麗愛、アイドル（AIS）
- 2003年 - 前野えま、女優、アイドル（元FAVO♡）
- 2005年 - ジェヒ、歌手（NCT）
- 2011年 - 佐々木みゆ、子役
- 生年不詳 - えばら渋子、漫画家（PEACH-PIT）
- 生年不詳 - 真村ミオ、漫画家
- 生年不詳 - 彩音星凪、女優、元宝塚歌劇団
- 生年不詳 - 伊藤麻衣、声優
- 生年不詳 - 藤吉浩二、声優
- 生年不詳 - 山田唯菜、声優

## 忌日

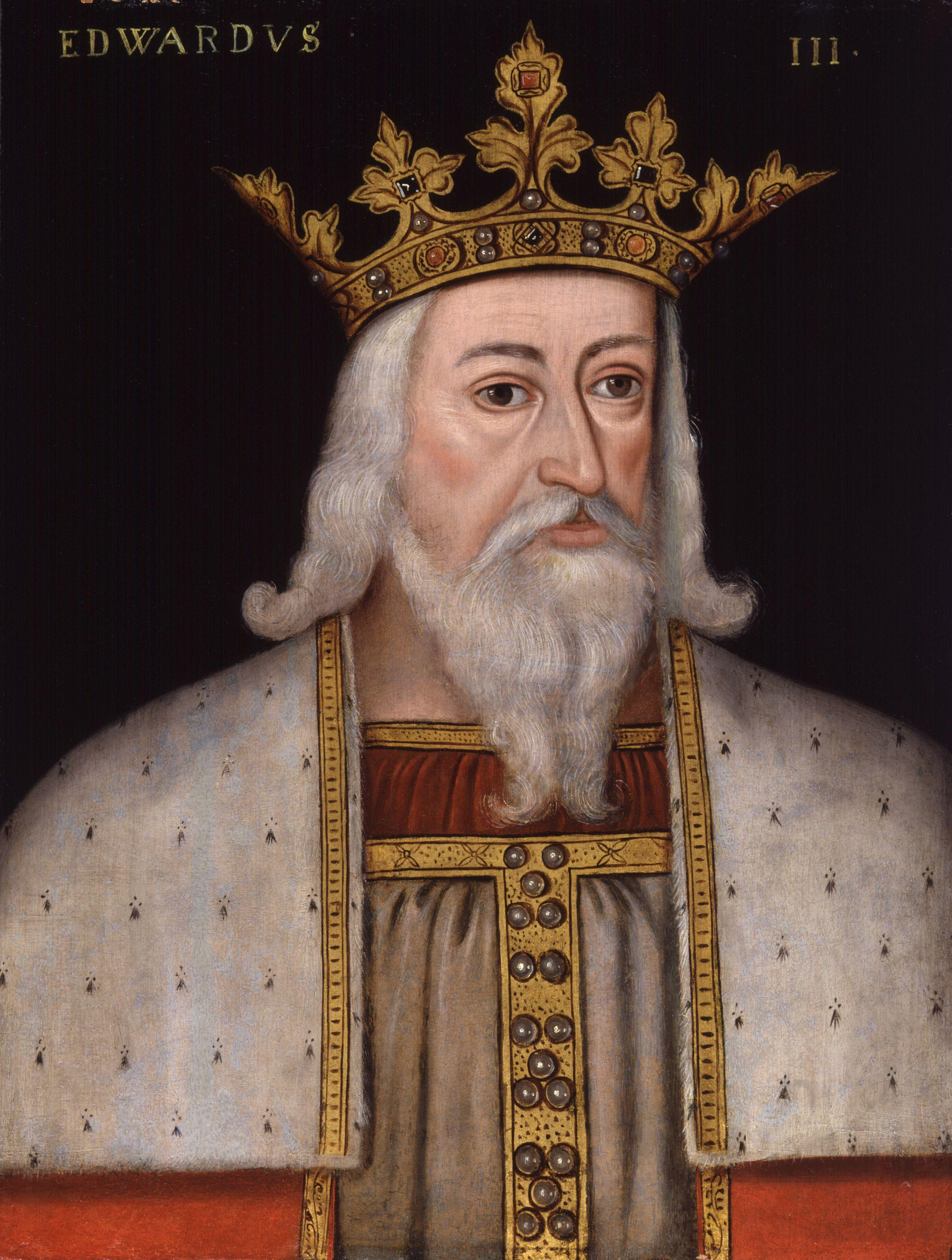
イングランド王エドワード3世 (1312-1377)没。

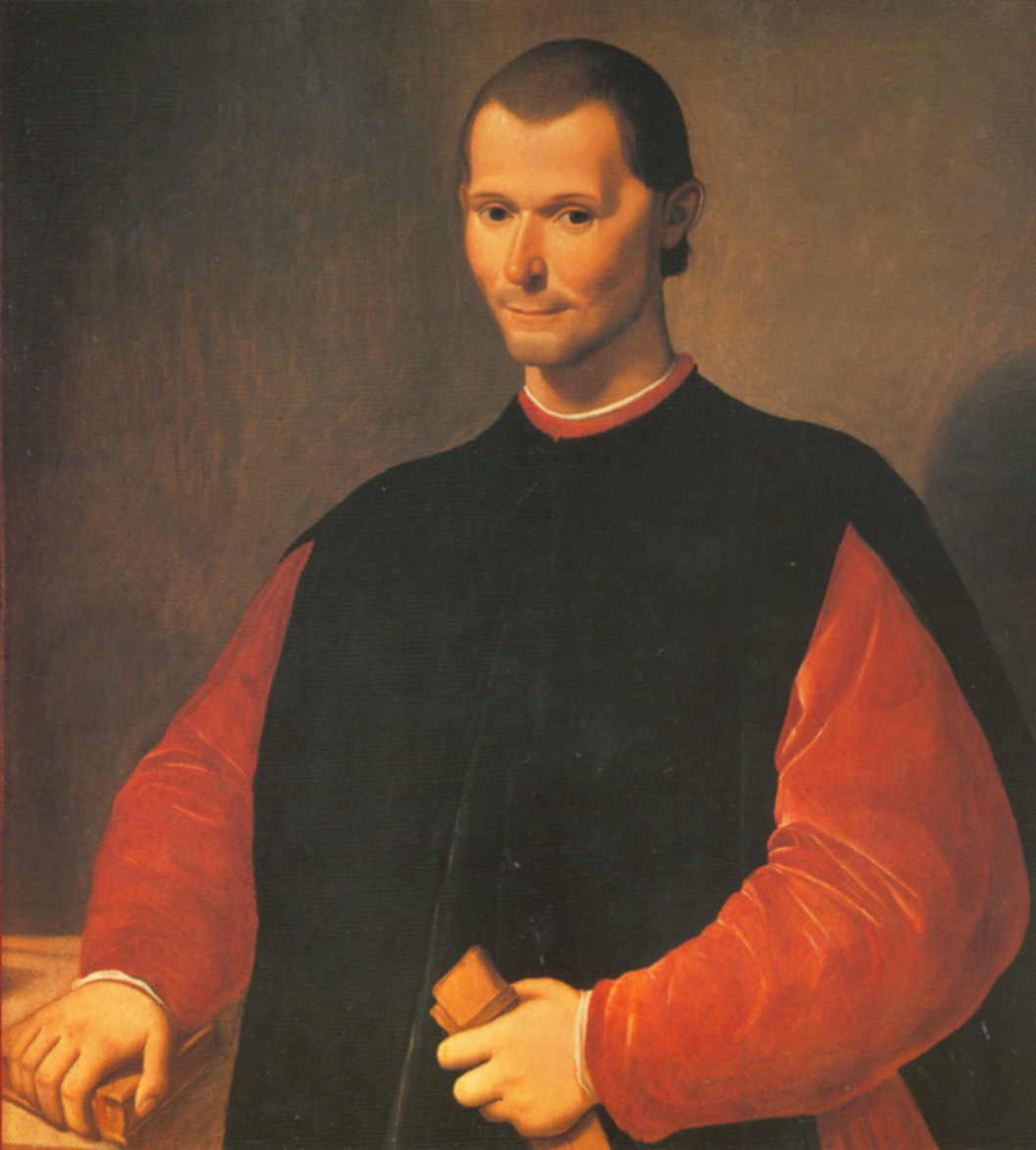
思想家ニッコロ・マキャヴェッリ(1469-1527)没。

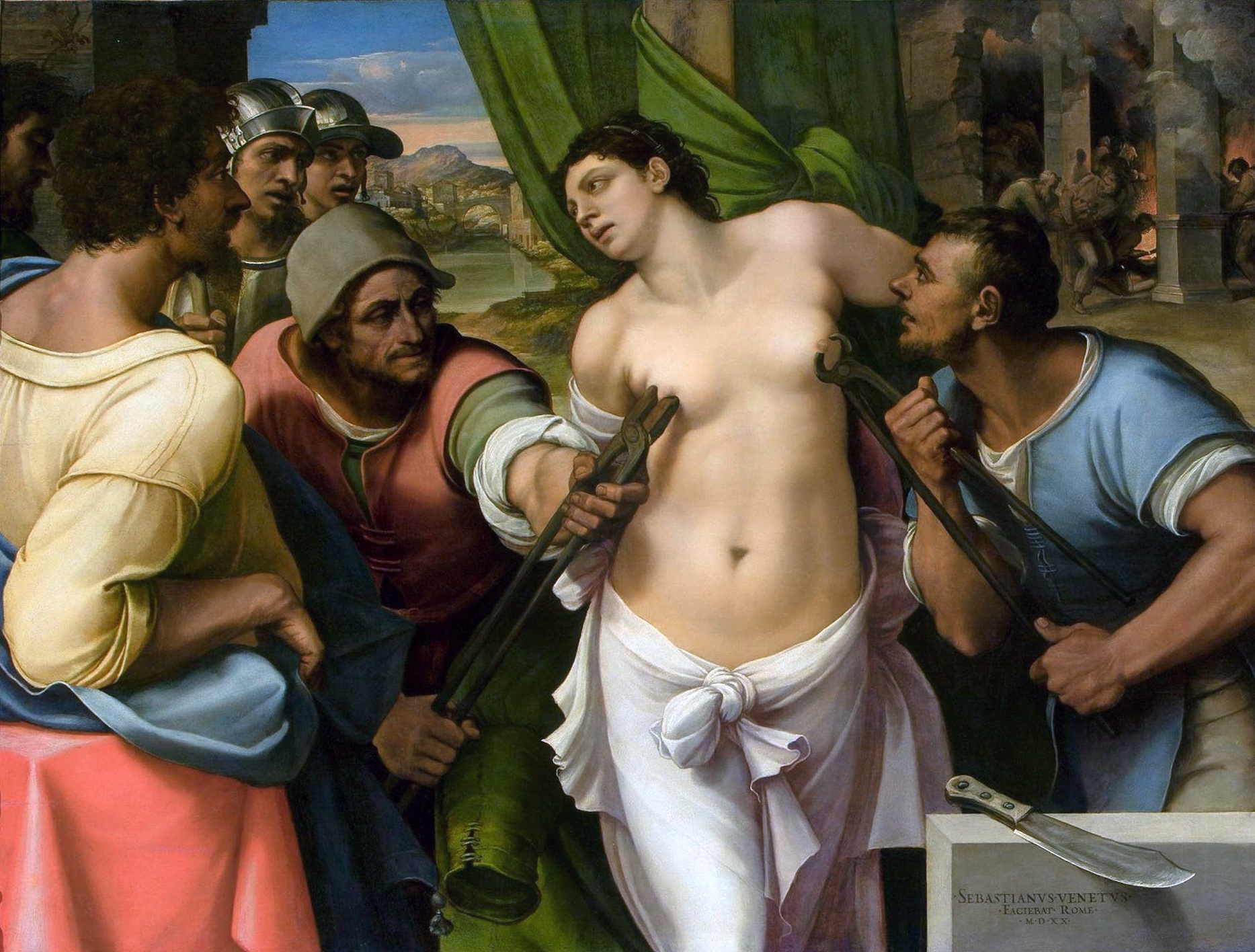
画家セバスティアーノ・デル・ピオンボ(1485頃-1547)没。画像は『聖アガタの受難』(1520)

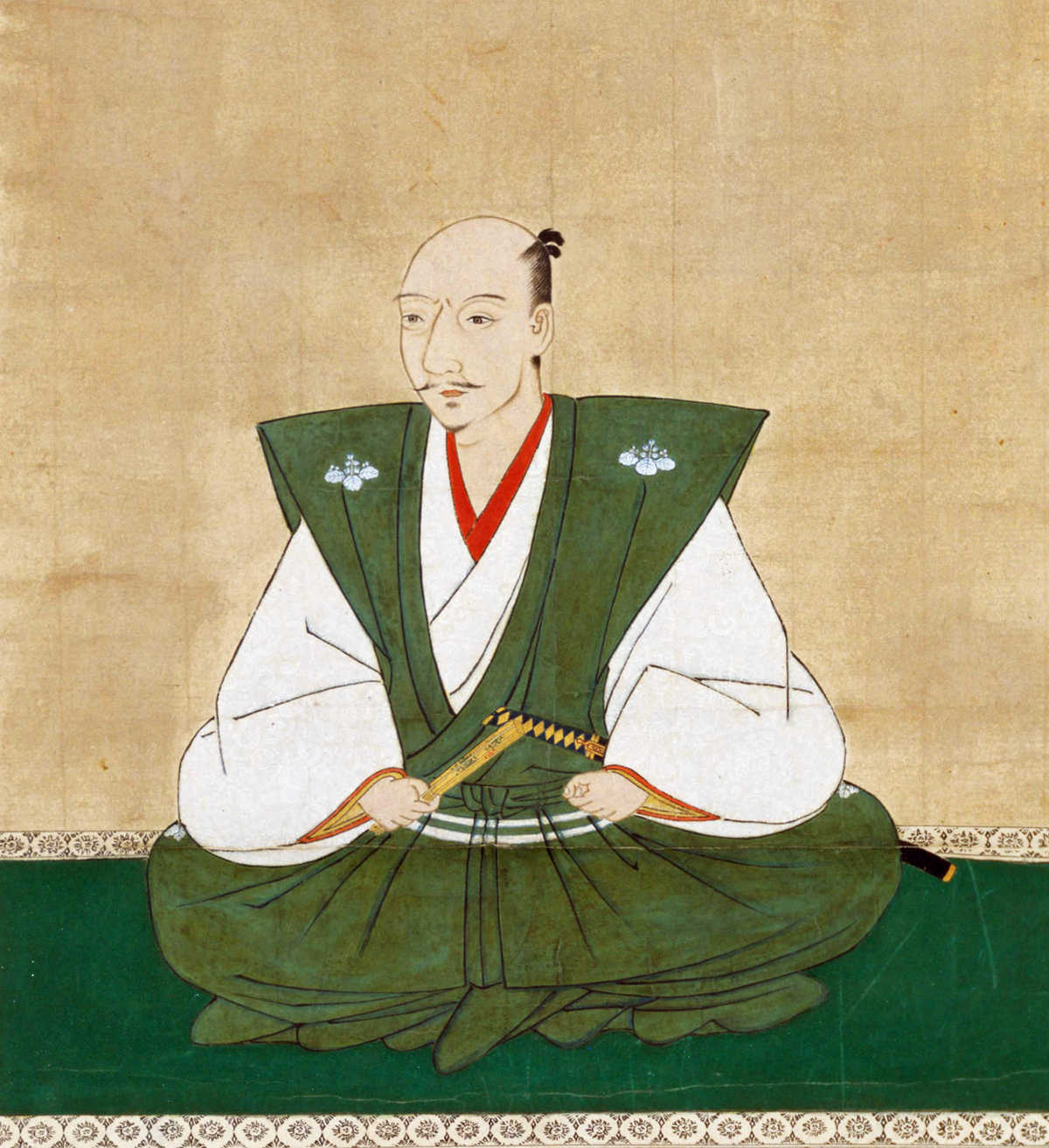
戦国大名織田信長(1534-1582)没。

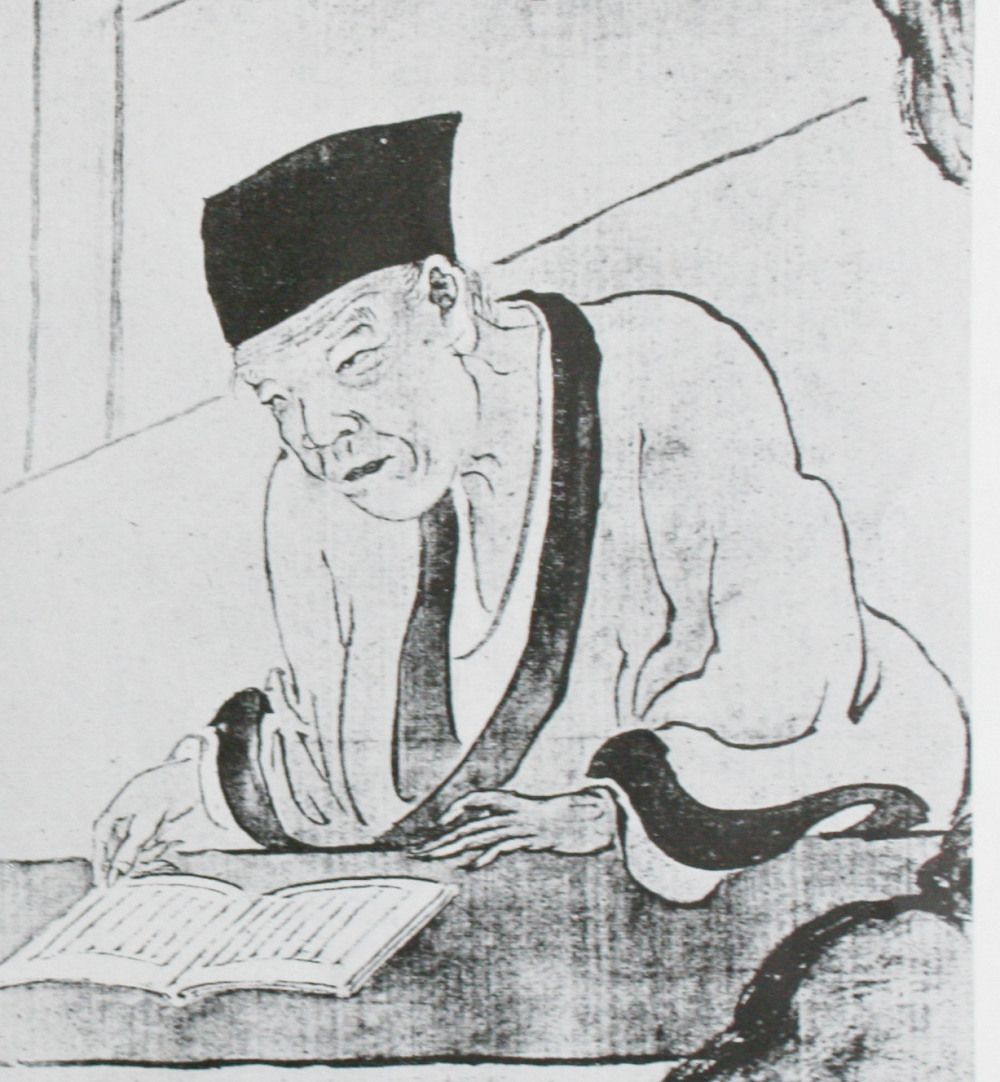
儒学者・文人画家貫名菘翁(1778-1863)没。

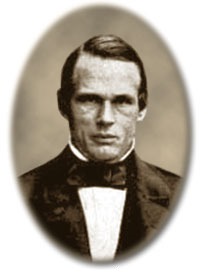
物理学者・天文学者アンデルス・オングストローム(1814-1874)没。

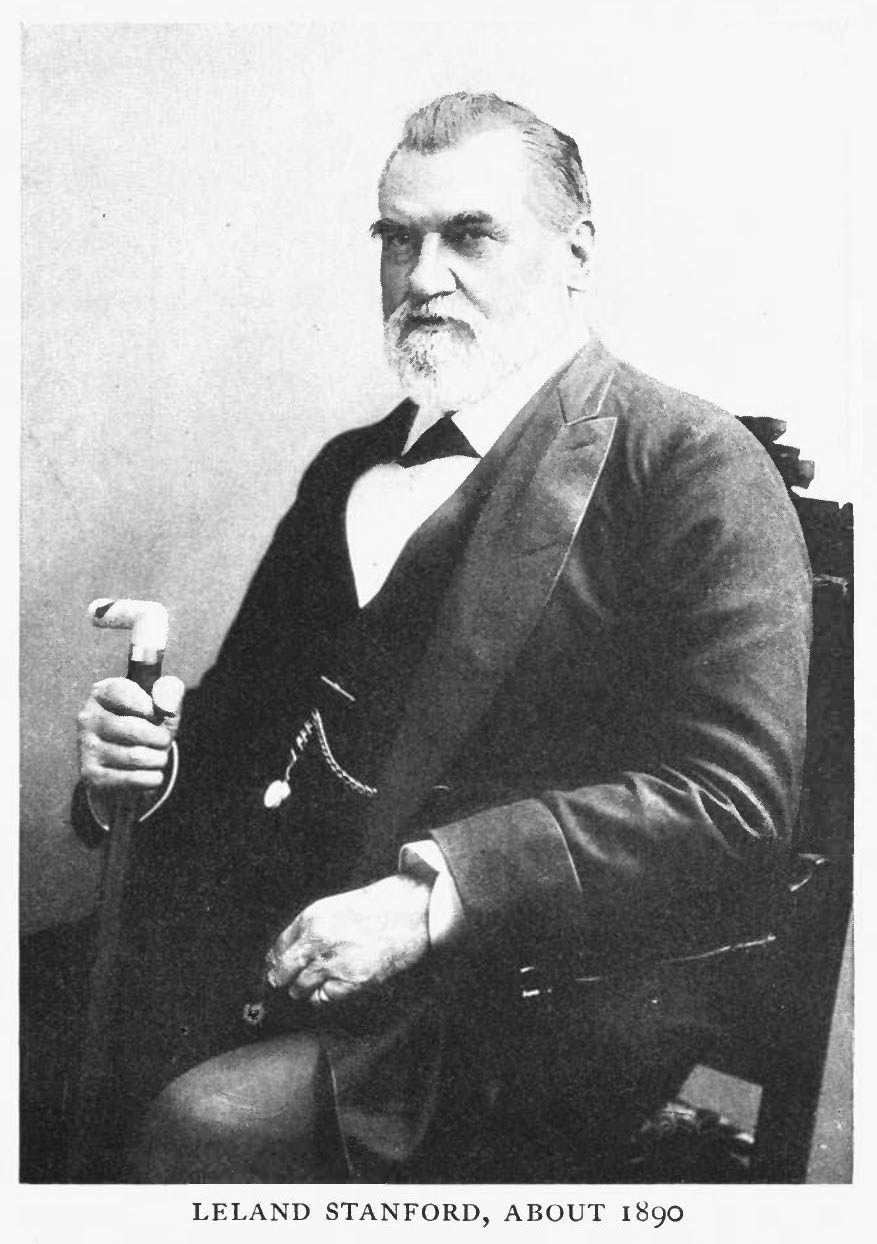
実業家リーランド・スタンフォード(1824-1893)没。スタンフォード大学を設立した。

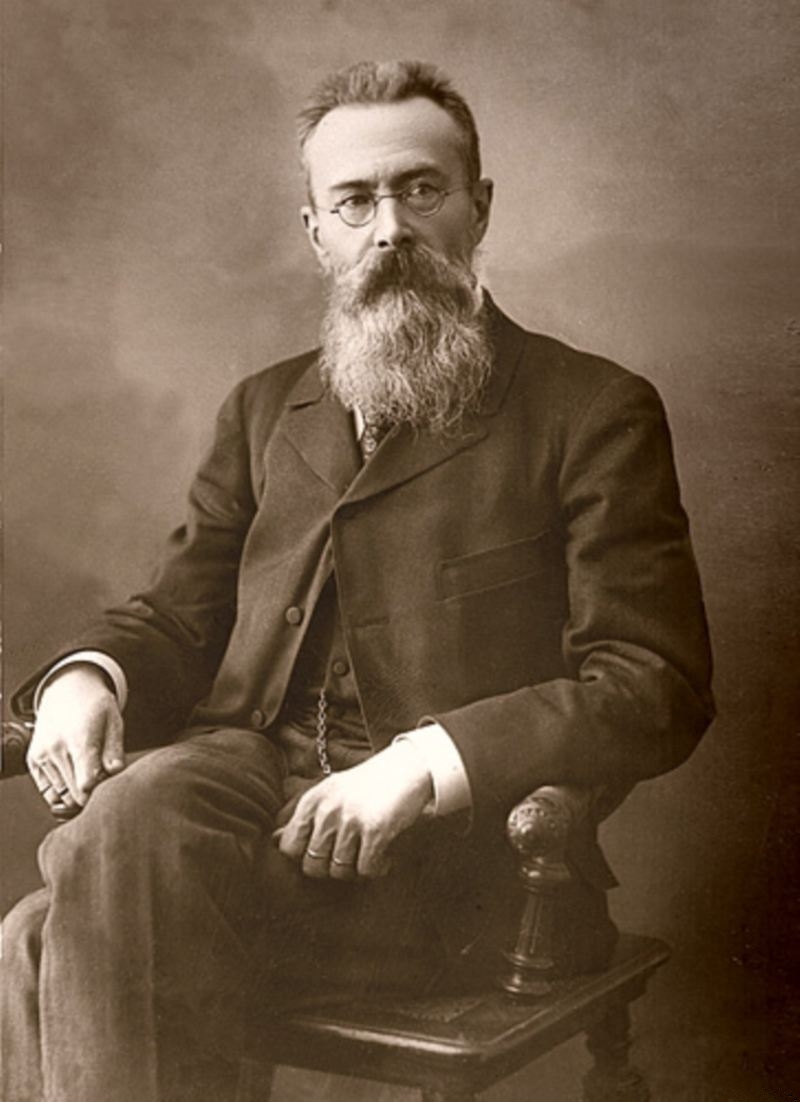
作曲家ニコライ・リムスキー＝コルサコフ(1844-1908)没。

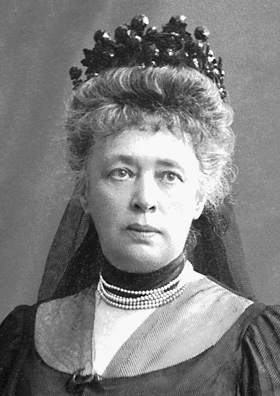
作家ベルタ・フォン・ズットナー(1843-1914)没。女性で初めてノーベル平和賞を受賞した。

インドネシア初代大統領スカルノ(1901-1970)没。

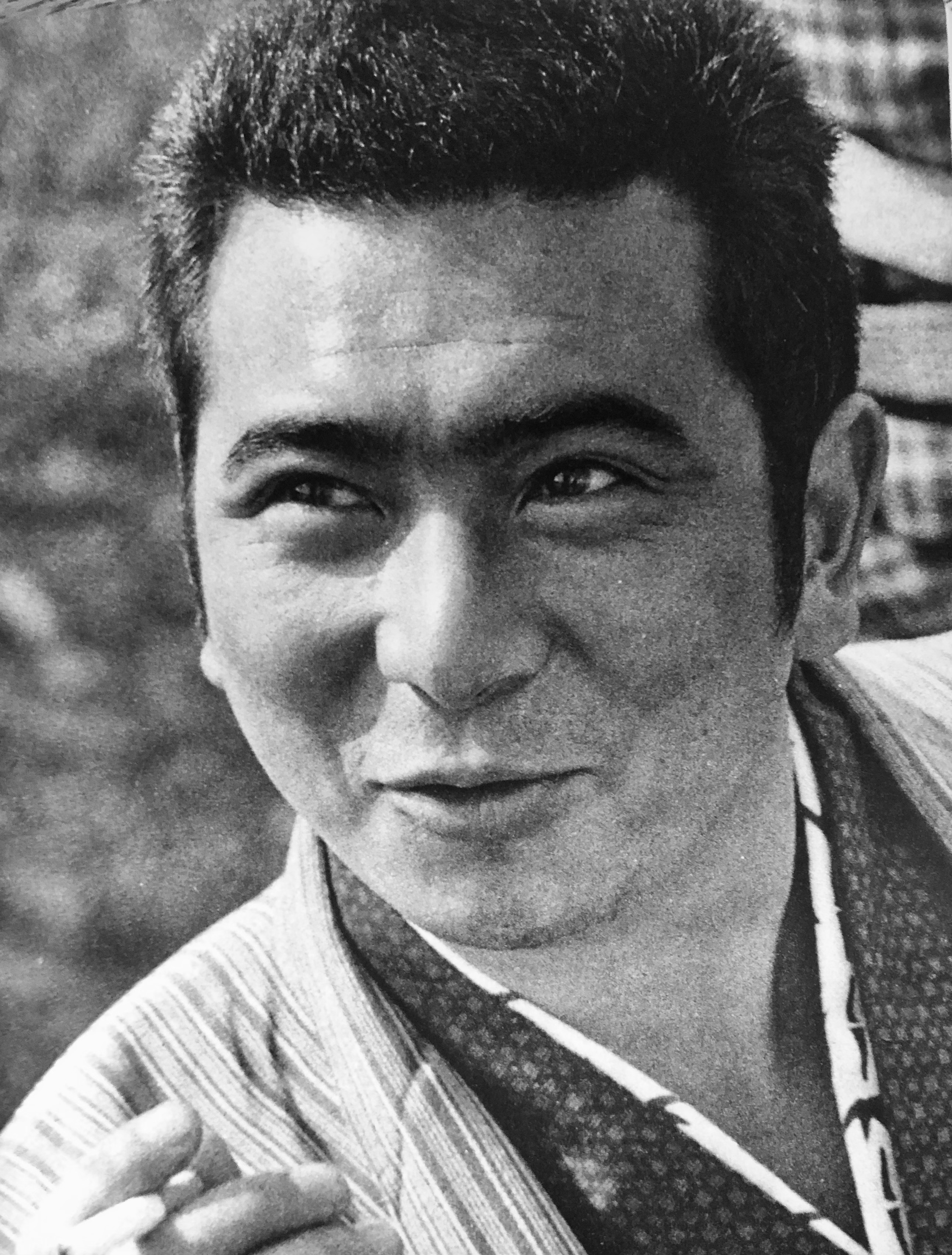
俳優勝新太郎(1931-1997)没。

- 1205年 - エンリコ・ダンドロ、ヴェネツィア共和国の第41代元首（* 1107年?）
- 1208年 - フィリップ・フォン・シュヴァーベン、ローマ王（* 1178年）
- 1305年 - ヴァーツラフ2世、ボヘミア・ポーランド王（* 1271年）
- 1333年（元弘3年/正慶2年5月9日） - 北条仲時、六波羅探題北方（* 1306年）
- 1353年（正平8年/文和2年5月20日） - 北条時行、北条高時の次男
- 1377年 - エドワード3世、イングランド王（* 1312年）
- 1521年 - レオナルド・ロレダン、ヴェネツィア共和国のドージェ（* 1436年）
- 1527年 - ニッコロ・マキャヴェッリ、政治思想家（* 1469年）
- 1547年 - セバスティアーノ・デル・ピオンボ、画家（* 1485年頃）
- 1582年（天正10年6月2日） - 織田信長[2]、織田政権を率いた戦国大名（* 1534年）
- 1582年（天正10年6月2日） - 穴山信君、戦国武将（* 1541年）
- 1582年（天正10年6月2日） - 斎藤利治、戦国武将（* 1541年?）
- 1582年（天正10年6月2日） - 湯浅直宗、戦国武将（* 1545年）
- 1582年（天正10年6月2日） - 織田信忠、戦国武将（* 1557年）
- 1582年（天正10年6月2日） - 金森長則、戦国武将（* 1564年）
- 1582年（天正10年6月2日） - 森成利、戦国武将（* 1565年）
- 1582年（天正10年6月2日） - 織田勝長、戦国武将
- 1582年（天正10年6月2日） - 織田長利、戦国武将
- 1582年（天正10年6月2日） - 菅屋長頼、戦国武将
- 1582年（天正10年6月2日） - 団忠正、戦国武将
- 1582年（天正10年6月2日） - 野々村正成、戦国武将
- 1582年（天正10年6月2日） - 福富秀勝、戦国武将
- 1582年（天正10年6月2日） - 松野一忠、戦国武将
- 1582年（天正10年6月2日） - 村井貞勝、京都所司代
- 1582年（天正10年6月2日） - 毛利良勝、戦国武将
- 1591年 - アロイシウス・ゴンザーガ、カトリック教会の聖人（* 1568年）
- 1591年（天正19年5月11日） - 浜田景隆、戦国武将（* 1554年）
- 1597年（慶長2年5月7日） - 矢沢頼綱、戦国武将（* 1518年）
- 1619年（元和5年5月20日） - 問田大方、戦国武将小早川隆景の正室
- 1621年 - クリシュトフ・ハラント、神聖ローマ皇帝ルドルフ2世の側近、作曲家（* 1564年）
- 1631年 - ジョン・スミス、軍人、探検家（* 1580年）
- 1652年 - イニゴー・ジョーンズ、建築家（* 1573年）
- 1661年 - アンドレア・サッキ、画家（* 1599年）
- 1730年（享保15年5月7日） - 川勝雲堂、俳諧師（* 1661年）
- 1756年（宝暦6年5月24日） - 伊達宗村、第6代仙台藩主（* 1718年）
- 1762年（宝暦12年閏4月29日） - 松平長孝、第4代津山藩主（* 1725年）
- 1770年 - ウィリアム・ベックフォード、ロンドン市長（* 1709年）
- 1788年 - ヨハン・ゲオルク・ハーマン、哲学者（* 1730年）
- 1796年 - リチャード・グリドリー、アメリカ独立戦争時の大陸軍技師長（* 1710年）
- 1807年（文化4年5月16日） - 皆川淇園、儒学者（* 1735年）
- 1810年 - ウィリアム・パターソン、軍人、植民地施政官、植物学者（* 1755年）
- 1810年（文化7年5月20日） - 香琳院、江戸幕府第11代将軍徳川家斉の側室（* 生年不詳）
- 1812年 - ヨハン・ハインリヒ・アウグスト・ティシュバイン、画家（* 1750年）
- 1852年 - フリードリヒ・フレーベル、教育者（* 1782年）
- 1857年 - ルイ・テナール、化学者（* 1777年）
- 1863年（文久3年5月6日） - 貫名菘翁、儒学者、書家、文人画家（* 1778年）
- 1866年 - ルイ・エティエンヌ・ワトレ、画家（* 1780年）
- 1874年 - アンデルス・オングストローム、天文学者、物理学者（* 1814年）
- 1876年 - アントニオ・ロペス・デ・サンタ・アナ、軍人、政治家（* 1794年）
- 1885年 - アンリ・トレスカ、工学者（* 1814年）
- 1893年 - リーランド・スタンフォード、実業家、スタンフォード大学創設者（* 1824年）
- 1897年 - メイヤー・リーマン（英語版）、銀行家、リーマン・ブラザーズ共同設立者（* 1830年）
- 1900年 - ミハイル・ムラヴィヨフ、政治家（* 1845年）
- 1901年 - 星亨、第2代衆議院議長（* 1850年）
- 1907年 - レナ・ライス、テニス選手（* 1866年）
- 1908年 - ニコライ・リムスキー＝コルサコフ、作曲家（* 1844年）
- 1911年 - ロベルト・ラデッケ、音楽家（* 1830年）
- 1914年 - ベルタ・フォン・ズットナー、作家（* 1843年）
- 1917年 - マティアス・ツールブリッゲン、登山家（* 1856年）
- 1919年 - フランツ・フォン・リスト、刑法学者（* 1851年）
- 1919年 - チェーザレ・タローネ、画家（* 1853年）
- 1920年 - ガエターノ・プレヴィアーティ、画家（* 1852年）
- 1920年 - ジョサイア・コンドル、建築家（* 1852年）
- 1926年 - フィリップ・バーン＝ジョーンズ、画家（* 1861年）
- 1928年 - エレン・テリー、女優（* 1848年）
- 1929年 - レオナルド・ホブハウス、学者、ジャーナリスト（* 1864年）
- 1934年 - 松戸覚之助、梨農家（* 1875年）
- 1940年 - エドゥアール・ヴュイヤール、画家（* 1868年）
- 1945年 - 高楠順次郎、仏教学者、インド学者、元東京外国語学校校長・東洋大学学長（* 1886年）
- 1946年 - ハインリヒ・カミンスキ、作曲家（* 1886年）
- 1949年 - 矢野庄太郎、政治家（* 1886年）
- 1949年 - エドワード・ワズワース、画家（* 1889年）
- 1951年 - チャールズ・パーライン、天文学者（* 1867年）
- 1954年 - ギデオン・サンドバック、電気技師、発明家（* 1880年）
- 1954年 - 萩原英一[16]、ピアニスト（* 1887年）
- 1957年 - ヨハネス・シュタルク、物理学者（* 1874年）
- 1957年 - 川田晴久、俳優、コメディアン（* 1907年）
- 1958年 - ロバート・L・ゴームレー、アメリカ海軍の中将（* 1883年）
- 1958年 - 日野原善輔、メソジスト派牧師（* 1877年）
- 1967年 - 飛沢栄三、高校野球指導者（* 1903年）
- 1969年 - モーリーン・コノリー、テニス選手（* 1934年）
- 1970年 - スカルノ、初代インドネシア大統領（* 1901年）
- 1972年 - 杉原周一、実業家、元東陶機器（現TOTO）社長（* 1907年）
- 1973年 - 加賀大介、作詞家（* 1914年）
- 1974年 - 小唄勝太郎、歌手（* 1904年）
- 1975年 - 矢尾喜三郎、政治家（* 1901年）
- 1977年 - 延原謙、編集者、翻訳家（* 1892年）
- 1977年 - ブルース・C・ヘーゼン、海洋学者（* 1924年）
- 1980年 - ベルト・ケンプフェルト、イージーリスニング指揮者、作曲家、音楽プロデューサー（* 1923年）
- 1981年 - アルベルト・スピーシ、サッカー選手、サッカー指導者（* 1898年）
- 1982年 - ジョセフ・フリードマン（英語版）、実業家、曲がるストロー発明者、フレックス・ストロー・カンパニー設立者（* 1900年）
- 1986年 - ロイド・エスペンシード、電気工学者、同軸ケーブル発明者（* 1889年）
- 1990年 - ジューン・クリスティ、ジャズ歌手（* 1925年）
- 1991年 - 島村俊廣、囲碁棋士（* 1912年）
- 1992年 - 李先念、中華人民共和国主席、中国人民政治協商会議主席（* 1909年）
- 1992年 - 柴本重理、実業家、元ブリヂストンタイヤ社長（* 1909年）
- 1994年 - ウィリアム・ウィルソン・モーガン、天文学者（* 1906年）
- 1994年 - 岡田誠三、小説家（* 1913年）
- 1995年 - 浜村純、俳優（* 1906年）
- 1997年 - 勝新太郎、俳優（* 1931年）
- 1998年 - アル・キャンパニス、MLBゼネラルマネージャー （* 1916年）
- 1999年 - Kami、ドラマー（MALICE MIZER）
- 2000年 - アラン・ホヴァネス、作曲家（* 1911年）
- 2001年 - 上林吾郎、出版人、元文藝春秋社長（* 1914年）
- 2001年 - ジョン・リー・フッカー、ブルース歌手、ギタリスト（* 1917年）
- 2003年 - レオン・ユリス、作家、脚本家（* 1924年）
- 2004年 - 八匠衆一、作家（* 1917年）
- 2004年 - 広岡敬一、ジャーナリスト、写真家（* 1921年）
- 2005年 - 宮嶋巌、スキージャンプ選手（* 1914年）
- 2005年 - ハイメ・シン、カトリック教会の枢機卿（* 1928年）
- 2006年 - 近藤芳美、歌人（* 1913年）
- 2006年 - 松平千秋、古代ギリシア文学者（* 1915年）
- 2006年 - 斎藤怘、詩人（* 1924年）
- 2007年 - 増田通二、元パルコ会長（* 1926年）
- 2007年 - 相木茂男、実業家、元アイシン精機社長（* 1928年）
- 2008年 - 千葉馨、ホルン奏者（* 1928年）
- 2008年 - グレート草津、プロレスラー（* 1942年）
- 2010年 - 赤桐操、政治家（* 1920年）
- 2011年 - マリア・ゴメス・ヴァレンチン、スーパーセンテナリアン（* 1896年）
- 2011年 - 永瀬隆、英語教師、社会活動家、元陸軍通訳（* 1918年）
- 2012年 - 大場松魚、漆芸家、人間国宝（* 1916年）
- 2012年 - 櫻井良文、電気工学者、大阪大学名誉教授、元大阪工業大学学長、元摂南大学学長（* 1921年）
- 2012年 - 目黒今朝次郎、政治家、労働運動家（* 1922年）
- 2013年 - 小堀光詮、天台宗大僧正、三千院第61世門主、天台宗次席探題（* 1922年）
- 2014年 - 市古宙三、中国史学者、お茶の水女子大学名誉教授（* 1913年）
- 2014年 - 石川要三、政治家、第49代防衛庁長官（* 1925年）
- 2014年 - 藤井浩明、映画プロデューサー（* 1927年）
- 2014年 - 深町幸男、テレビドラマ演出家、舞台監督、映画監督（* 1930年）
- 2014年 - 東江一紀、翻訳家（* 1951年）
- 2014年 - 荻島正己、アナウンサー（* 1952年）
- 2014年 - ジェリー・コンロン、作家、映画「父の祈りを」原作者（* 1954年）
- 2015年 - ガンサー・シュラー、作曲家、指揮者、教育者、ホルン奏者（* 1925年）
- 2015年 - 森田勉、政治学者、三重大学名誉教授（* 1930年）
- 2016年 - 鳩山邦夫、政治家、第10代総務大臣、第78-79代法務大臣、第59代労働大臣、第116代文部大臣（* 1948年）
- 2017年 - ユーリー・ドロズドフ、軍人、チェキスト、スパイ（* 1925年）
- 2017年 - 三浦大四郎、実業家、映画館経営者、映画製作者（* 1928年）
- 2018年 - チャールズ・クラウトハマー、コラムニスト、評論家、ピューリッツァー賞受賞者（* 1950年）
- 2019年 - 島津康男、地球物理学者、環境学者、名古屋大学名誉教授（* 1926年）
- 2019年 - 小柴和正、実業家、元伊勢丹社長、元日本百貨店協会長（* 1931年）
- 2019年 - 熊谷太一郎、実業家、元熊谷組社長（* 1933年）
- 2019年 - ディミトリス・フリストフィアス、政治家、キプロス第6代大統領（* 1946年）
- 2019年 - スーザン・バーナード、モデル、女優（* 1948年）
- 2020年 - 吉冨勝、エコノミスト、元アジア開発銀行研究所所長・経済産業研究所所長（* 1932年）
- 2020年 - 丸田頼一、造園学者、千葉大学名誉教授（* 1938年）
- 2020年 - ジョエル・シュマッカー、映画監督、脚本家、映画プロデューサー、衣裳デザイナー（* 1939年）
- 2020年 - パスカル・クレモン、政治家、元フランス法務大臣（* 1945年）
- 2020年 - ボロトベク・シェルニヤゾフ、政治家、元キルギス内務相（* 1959年）
- 2020年 - アーメド・ラディ、サッカー選手、指導者（* 1964年）
- 2021年 - 和田繁、実業家、経済学者、元イズミヤ社長（* 1922年）
- 2021年 - 原信夫、ジャズミュージシャン、テナーサックス奏者（* 1926年）
- 2021年 - 田中啓一、政治家、元埼玉県蕨市長（* 1926年）
- 2021年 - 宮田章司、江戸売り声漫談家、司会者（* 1933年）
- 2021年 - 玉ノ富士茂、元大相撲関脇、年寄13代片男波（* 1949年）
- 2021年 - ママディ・ケイタ、ジャンベ奏者（* 1950年）
- 2021年 - イーゴリ・ゼレゾフスキー、スピードスケート選手（* 1963年）
- 2022年 - 佐々木元、実業家、元NEC会長（* 1936年）
- 2022年 - ドラガン・トミッチ、政治家、元セルビア大統領代行（* 1936年）
- 2023年 - 河内悠紀、検察官、弁護士、元大阪高等検察庁検事長（* 1940年）
- 2023年 - 門松正宏、実業家、元旭硝子（現AGC）社長（* 1942年）
- 2023年 - ベニシア・スタンリー・スミス、ハーブ研究家、英会話学校経営者（* 1950年）
- 2023年 - 夏まゆみ、振付師（* 1962年）

## 記念日・年中行事

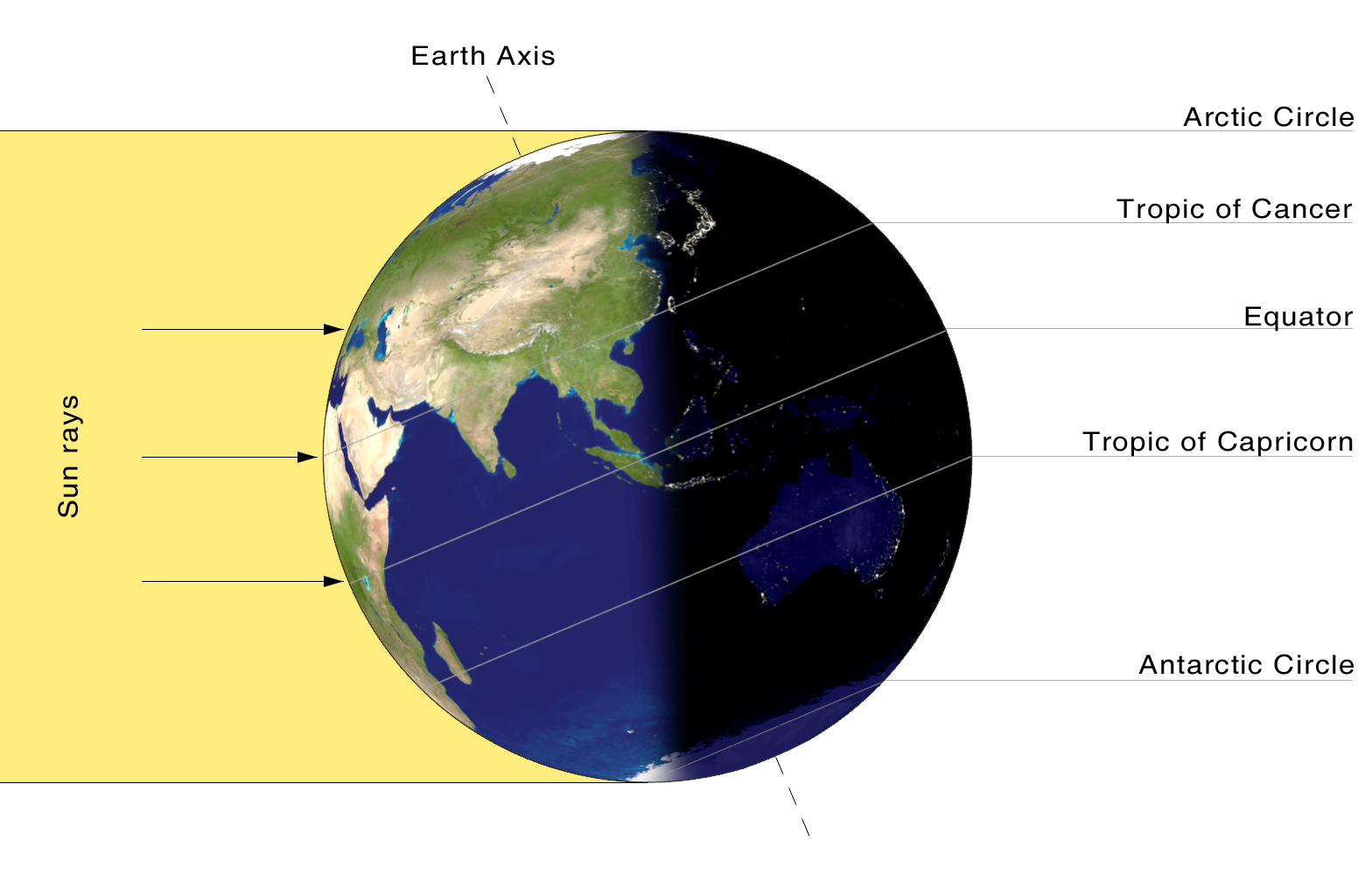
夏至

- 夏至（ 日本）
二十四節気の1つ。太陽の黄経が90度の時で、北半球では一年中で一番昼が長い日。日本では2020年から2055年までこの日に夏至を迎える。
- 世界音楽の日（英語版）(Fête de la Musique)（ 世界）
1976年に、当時フランスの放送局に雇用されていたアメリカのミュージシャンジョエル・コーエン（英語版）が提唱した、夏至の日を音楽で祝う音楽祭。
- 世界ALS/MNDデー（ALS/MND Global Day）（ 世界）
難病である筋萎縮性側索硬化症（ALS）および運動ニューロン病（MND）への関心を喚起するイベントが世界各地で行われる[17]。
- 殉教者の日（ トーゴ）
- 冷蔵庫の日（ 日本）※夏至の日
1985年日本電機工業会により、暑い夏が来る前に冷蔵庫を点検して欲しいという趣旨で毎年夏至の日に設定。
- えびフライの日（ 日本）
香川県三豊市に本社を置く株式会社「味のちぬや」が制定。おいしいえびフライをもっと食べてもらうことが目的。日付は、曲がったえびの形が6に見えることと、21をフ（2）ライ（1）と読む語呂合わせから[18]。
- キャンドルナイトの日（ 日本）
アメリカのブッシュ政権のエネルギー政策に抗議してカナダで2001年に始まった自主停電運動に呼応して日本でも2002年から「キャンドルナイトの日」が行われている。「キャンドルの灯りのもと、豊かな時間を過ごそう」と、いっせいに電気を消す日としてさまざまなイベントが開かれる。「100万人のキャンドルナイト事務局」が制定[19]。
- 太陽の子保育の日（ 日本）
HITOWAキッズライフ株式会社が制定。太陽のように明るくすくすく、心の温かい子に育って欲しいとの願いが込められている。日付は6月21日が昼の時間がいちばん長く、太陽の光がいちばん降り注ぐ夏至の日になることが多いことから[20]。
- スナックの日（ 日本）
スナック菓子のメーカーが夏至を記念して提唱したことが始まりといわれている。夏至の日に、餅を固くして食べる「歯固」という習慣があったことに由来[21]。
- ミッフィーの日（ 日本）
1955年にディック・ブルーナによる、ミッフィー（ナインチェ、うさこちゃん）の最初の絵本『nijntje』『nijntje in de dierentuin』がオランダで出版された日を記念する。同日はミッフィーの誕生日にも設定されている。株式会社ディック・ブルーナ・ジャパンにより制定、2024年に日本記念日協会より正式認定された[22]。
- がん支え合いの日（ 日本）
がん患者や家族を支援するNPO法人キャンサーリボンズが制定。夏至になることの多いこの日を記念日とした[23]。